# Очеретяний човен

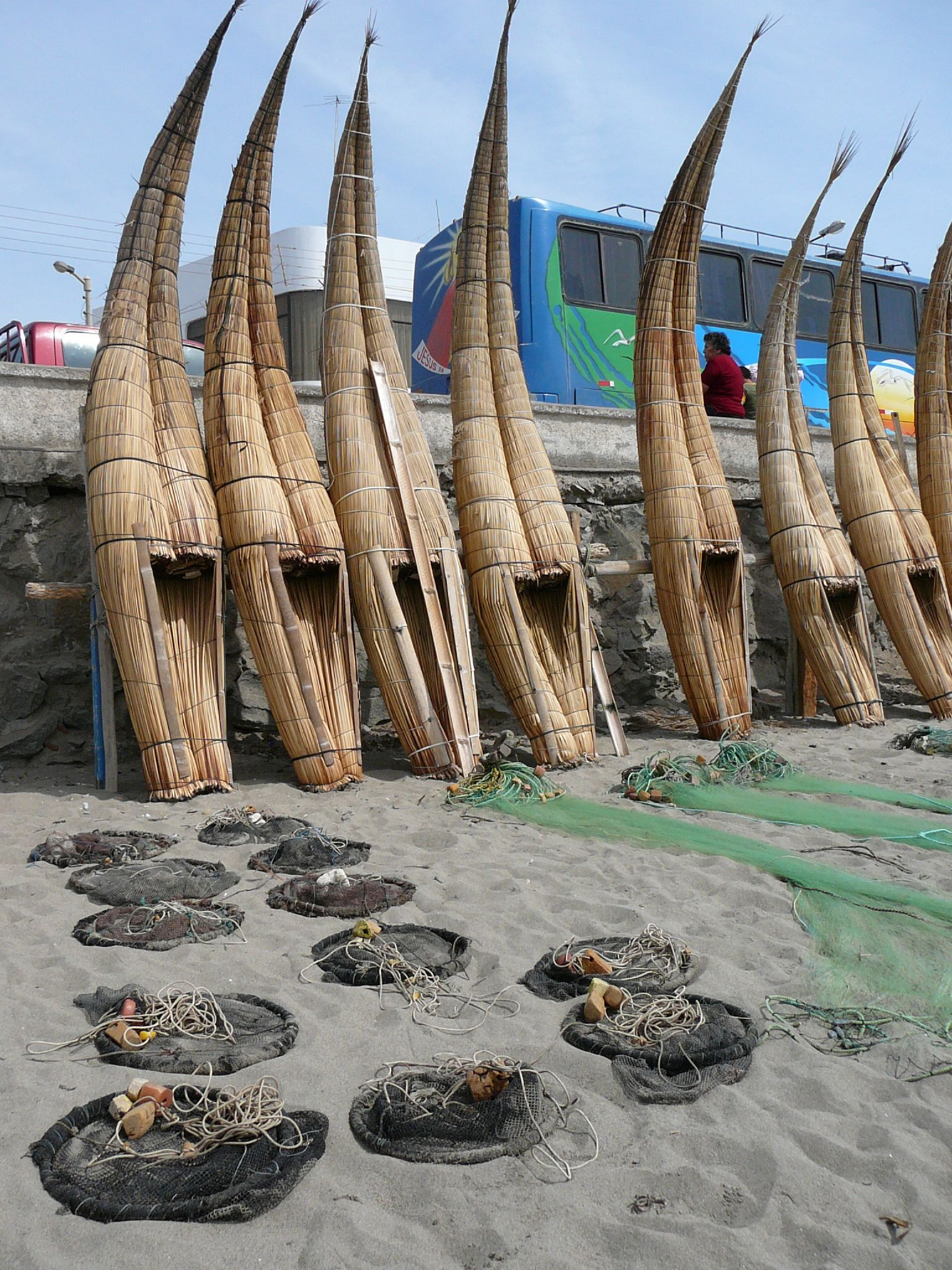
Кабалітос-де-тотора, рибальські човни з куги Schoenoplectus californicus subsp. tatora на узбережжі Тихого океану в Гуанчако, Перу

““””
Очере́тяний чо́вен, або очере́тяний пліт — судно, корпус якого виготовлений з очерету чи подібних йому трав'янистих водяних рослин (рогозу, папірусу, куги та інших осокових). Нарівні з дерев'яними плотами та човнами-довбанками є одним з найдавніших відомих типів суден. Історично були поширені на територіях, на яких відчувався дефіцит деревини (Месопотамія, Єгипет, високогір'я Анд) і дотепер все ще використовуються в кількох регіонах світу.
Хоча є багато перехідних форм між очеретяними плотами й очеретяними човнами, загалом можна зазначити, що плоти тримаються на поверхні води внаслідок природної плавучості матеріалу, з якого вони зроблені, а човни внаслідок своєї водовитісної конструкції (водотоннажності) і, для досягнення такого результату їх корпус, зазвичай, гідроізолюють якоюсь формою бітуму чи смоли. Окрім човнів і плотів з очерету будували також плавучі острови.

## Історія

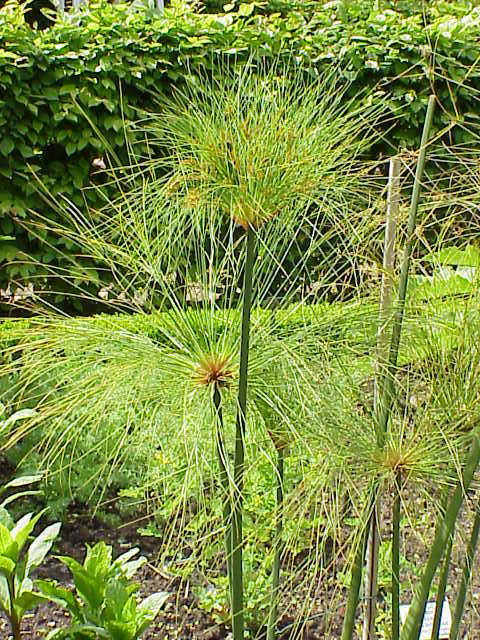
Стародавні єгиптяни використовували для будівництва човнів папірус.

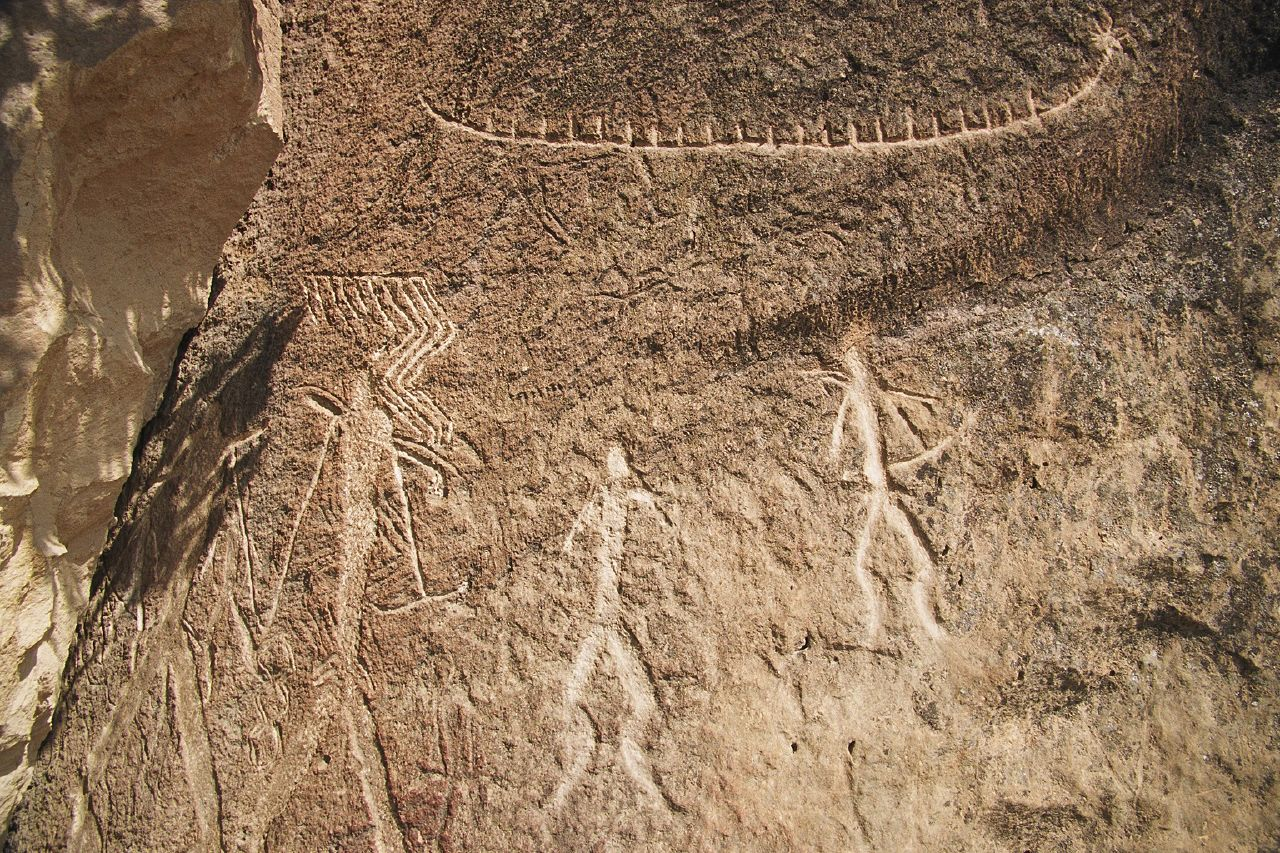
Петрогліфи із зображенням очеретяного човна з двадцятьма веслярами. Гобустан, ~ 10 000 р. до н. е.

Найдавніші рештки очеретяного човна виявлені на острові Файлака в Кувейті, їх датують 6 тисячоліттям до н. е.. Знайдені фрагменти очеретяних суден в Хачинебі-Тепе на території Туреччини датують 3800 р до н. е., а знахідки в Омані відносять до 2500—2200 р. до н. е.. Усі ці залишки являють собою зв'язані мотузками оберемки очерету, оброблені зовні природним бітумом для гідроізоляції. Такі в'язані оберемки очерету далі з'єднувались між собою для формування плавзасобу або у вигляді плотоподібних човнів, чия плавучість завдячувала властивостям самого матеріалу (очерету) або у вигляді справжніх водотоннажних човнів, що тримались на воді завдяки наявності у них водотоннажності (їх здатності витісняти воду). Така техніка будівництва очеретяних суден була історично й етнографічно зафіксована в різних частинах світу, від Перу до Нової Зеландії і, вочевидь, є найбільш ефективним способом будівництва достатньо надійних річкових або озерних суден з використанням лише очерету та мотузок.
На скелях заповідника Гобустан в Азербайджані збереглось понад 6000 петрогліфів, вирізаних мисливцями-збирачами, які мешкали в місцевих печерах у 10—7 тисячолітті до н. е. Серед них є петрогліфи з зображеннями очеретяного човна з людьми. Очеретяні човни на цих петрогліфах подібні до човнів, зображених на печерних малюнках у Скандинавії, що спонукало Тура Хеєрдала після відвідання Гобустану висунути цікаву, але пізніше не підтверджену теорію, що скандинави походять з регіонів Закавказзя, розташованих на території сучасного Азербайджану. Іншим археологічним прикладом є очеретяне судно з Джемдет-Наср, зображене на месопотамській циліндричній печатці, датованій 3200 р. до н. е.

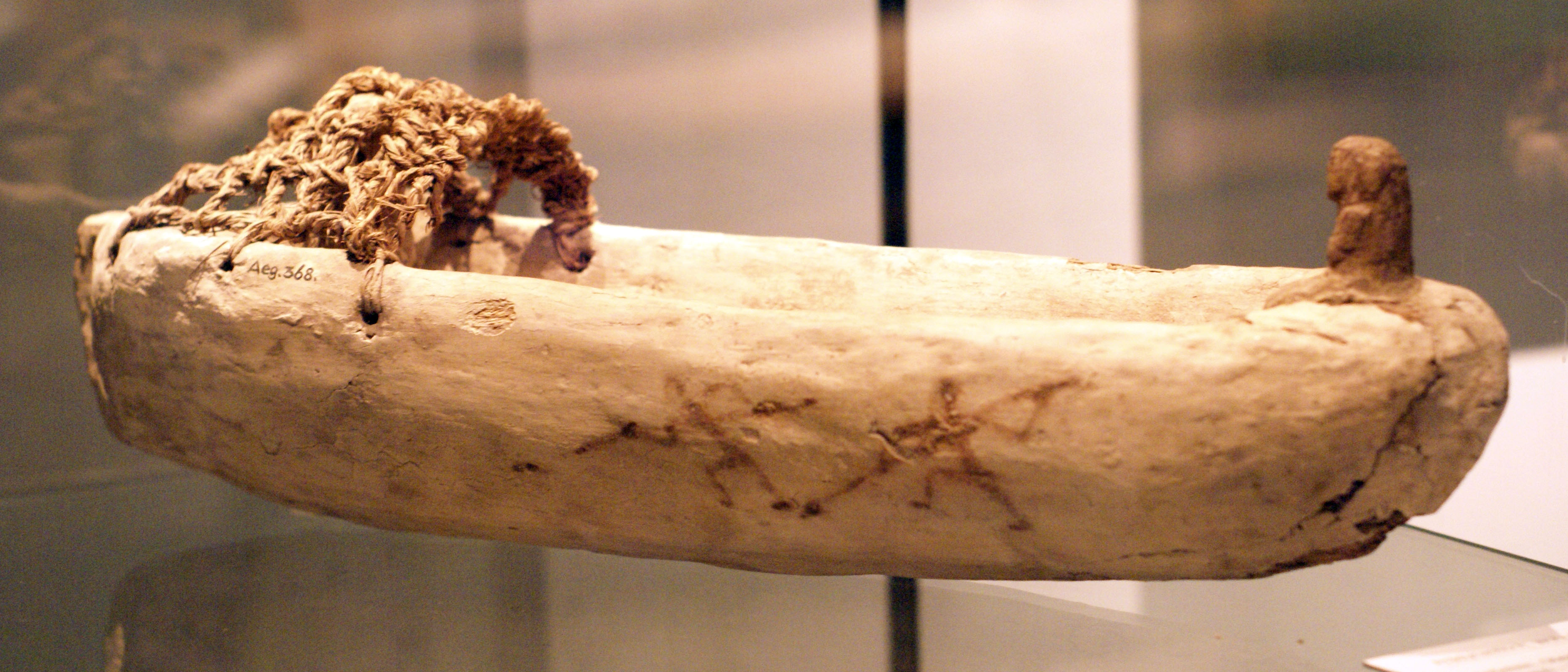
Модель очеретяного човна, покритого глиною, з поховання у Гебелейні, Єгипет. ~3300 р. до н. е.

В шумерських міфах про велику повінь Євсевія Кесарійського є твердження про те, що очеретяний човен, побудований Ксісутрусом, зберігся, принаймні до днів грецького історика Бероса, в «Корцирейських горах» Вірменії.

Стародавні єгиптяни будували човни з папірусу і широко використовували їх для плавання по Нілу і його розгалуженій дельті. З рослин папірусу також робили матеріал для письма «папірусу», схожий на папір. Можливо, для будівництва човнів використовували інші рослини роду Cyperus. Відомий приклад єгипетського очеретяного човна з Біблії — імпровізований річковий ковчег (можливо — кошик), в якому був врятований немовлям Мойсей. Ковчег сплетено зі стебел папірусу, змащених бітумом та смолою (можливо, з глевкого мулу з Нілу). В Єгипті, у Ваді Хаммамат у Коптосі збереглись зображення єгипетських очеретяних човнів, датовані 4000 роком до н. е..

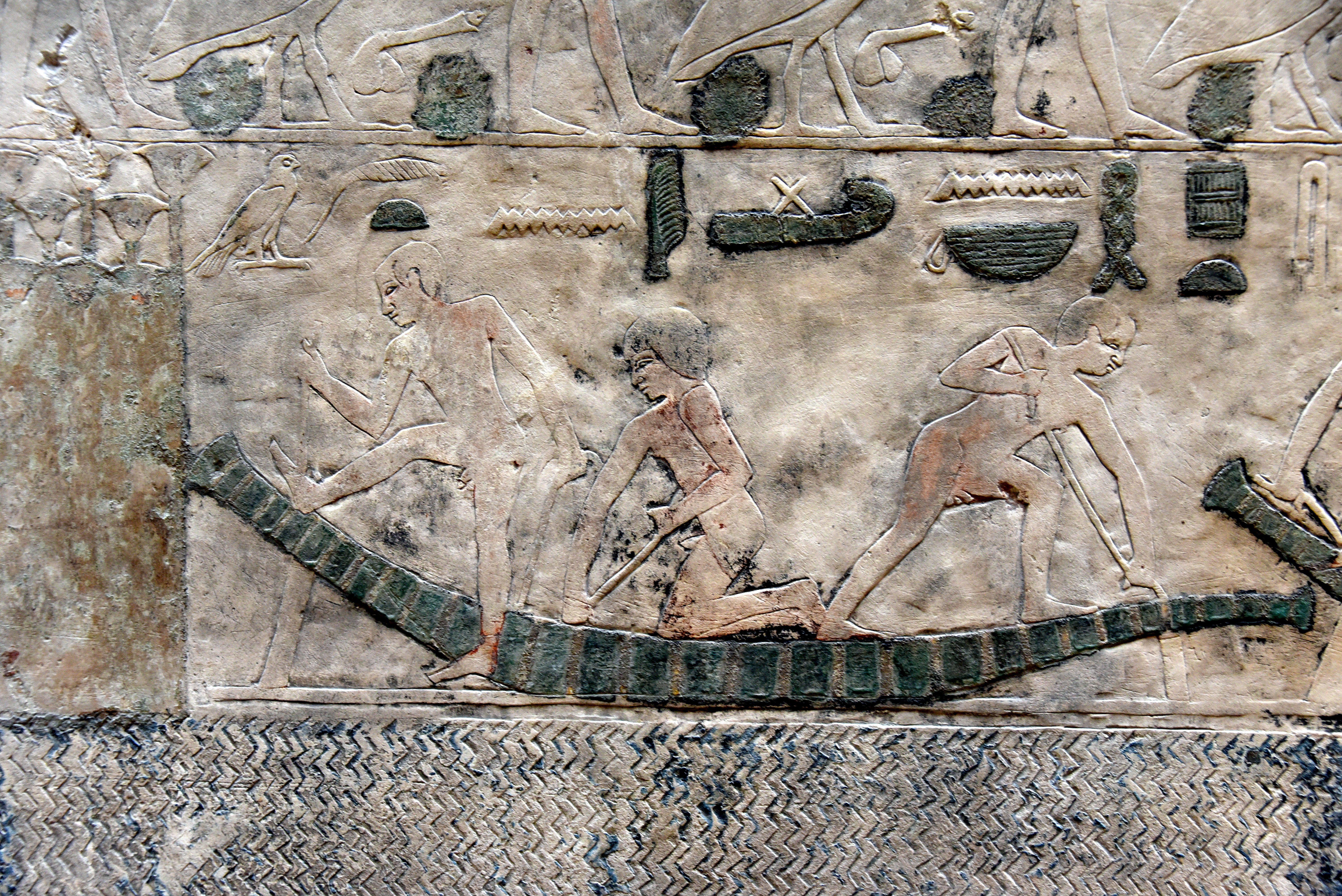
Виготовлення папірусових човнів у Стародавньому Єгипті. Фрагмент стіни сонячного храму Нусерра в Абу-Горабі, Єгипет. 2430 рік до н. е.

Стародавні письмові свідчення включають опис Страбона про використання очеретяних човнів в Месопотамії та розповідь Плінія про очеретяні плоти з очеретяними вітрилами на Нілі. Пліній, цитуючи Ератосфена, зазначає, що очеретяні кораблі використовували для прибережних подорожей від річки Ганг до Цейлону наприкінці I тисячоліття до нашої ери — плавання тривало 20 днів зі швидкістю 3 вузли на годину.
Теофраст у своїй «Історії рослин» підтверджує, що корабельна линва, якою слуга зав'язав засув на воротях під час розправи Одіссея над сватами, була звита з папірусних начосів як і такелаж з кораблів царя Антигона. Легкі судна, придатні для плавання по Нілу, були сконструйовані зі стебел папірусу, як зображено на барельєфах часів четвертої династії, де люди ріжуть папірус і роблять з нього очеретяні човни, а також плетуть такелажні канати та майструють вітрила.
Очеретяні човни також здавна будували на високогір'ях Перу та Болівії. Крім того, човни подібної конструкції знайшли на острові Пасхи. Пророк Ісая згадує про ефіопські очеретяні судна в Старому Заповіті.

## Конструкція
Більшість відомих очеретяних човнів мають подібну конструкцію, принципи якої не змінювались тисячоліттями. Так, дослідники відзначають разючу зовнішню подібність папірусних човнів, зображених на давньоєгипетських фресках, до танква — папірусних човнів, які сьогодні використовує місцеве населення на африканському озері Тана.
Для виготовлення човна зібраний рослинний матеріал (рогіз, папірус тощо) висушують на сонці й зв'язують мотузками в довгі сигароподібні снопи, по довжині майбутнього човна, товщі посередині й вужчі на кінцях. Відтак окремі снопи очерету зв'язують мотузками між собою, формуючи корпус човна. На носі й на кормі човна вужчі кінці очеретяних оберемків стягують докупи, часто у формі характерних китиць. В давнину для гідроізоляції очеретяних човнів і подовження віку їх служби, їх смолили чи обробляли якимось бітумом. Сучасні поширені конструкції очеретяних човнів, такі як південноамериканські кабаліто-де-тотора і бальса чи африканські танква, виготовляють без гідроізоляції, тому вони потребують сушіння щоразу після використання, при цьому тривалість служби човна не перевищує 2—3 місяці для невеликих рибальських човнів та 4—6 місяців для великих конструкцій, що зумовлено часом розкладання вологого очерету. Після спуску на воду, очерет, з якого складається корпус човна, починає швидко просочуватись водою і набирати ваги, але з часом, досягнувши певного рівня, цей процес уповільнюється і згодом майже зупиняється. Конструкція очеретяних човнів настільки гнучка, що вони легко долають навіть океанічні хвилі, змінюючи свою форму разом з ними.

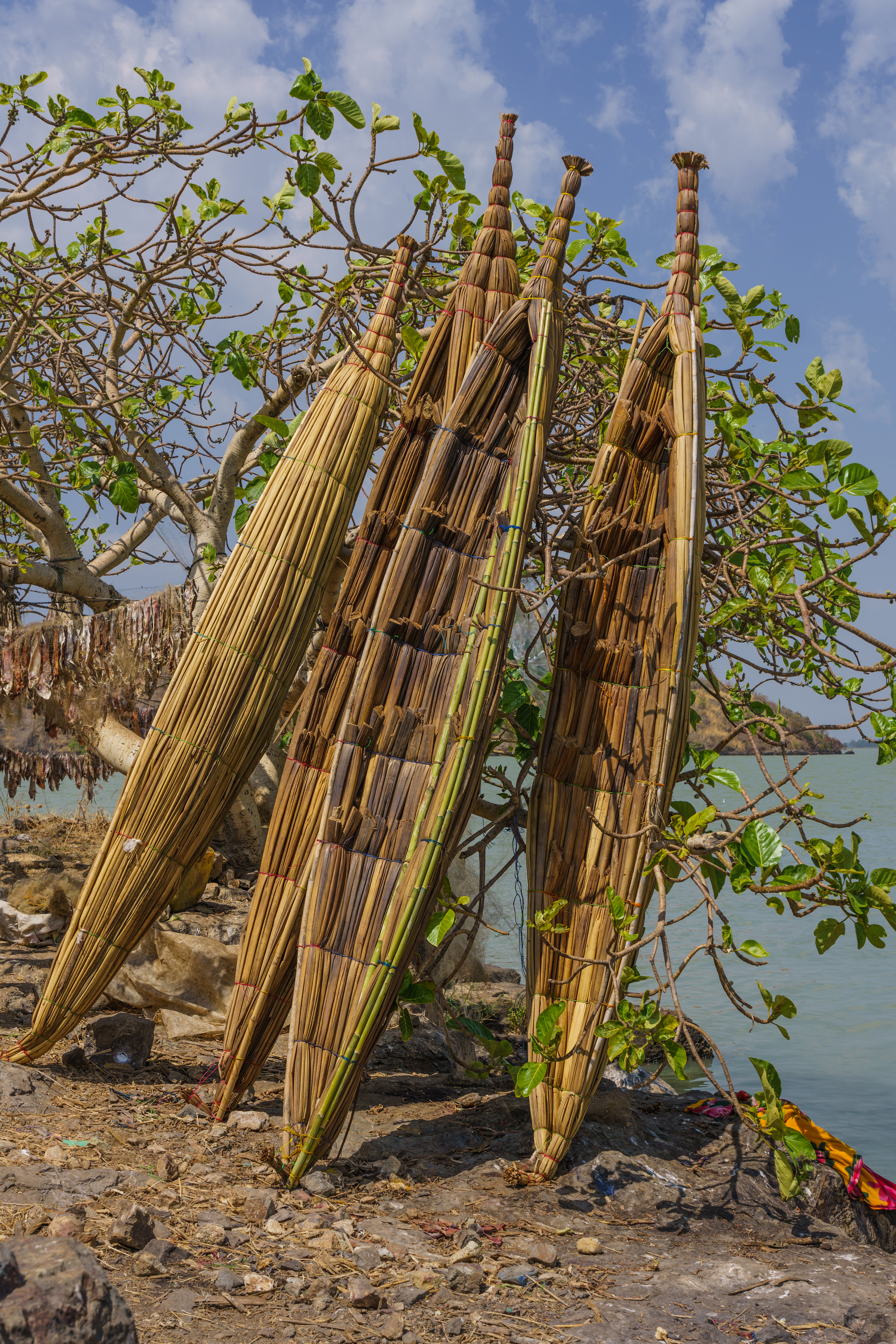
Човни танква сушаться. Озеро Тана, Ефіопія.

Найкраще досліджений процес виготовлення південноамериканських очеретяних човнів бальса. Типові рибальські бальса мають від 2,5 до 7 метрів завдовжки та 1—2,5 метра завширшки. Проте великі бальса, які нині будують переважно задля розваги туристів, можуть досягати довжини 20—25 метрів і часто складаються з двох з'єднаних між собою однакових корпусів (тобто є катамаранами). Цікаво, що конструкція усіх човнів бальса, незалежно від їх розмірів, однакова. Великі човни імітують конструкцію малих майже у всьому й різниця між найменшим і найбільшим човном полягає лише в розмірі їх корпусу, а для катамаранів, — у кількості з'єднаних між собою корпусів.
Будівництво очеретяних човнів бальса починається зі збирання стебел куги Schoenoplectus californicus subsp. tatora та в'язання їх у снопи за допомогою мотузок, які традиційно плетуть із висушеної трави з навколишніх прерій — ічу (ichu). Для будівництва бальси кугу збирають, обрізаючи її на 50—80 см нижче поверхні води косою або ножем на довгій жердці. Кугу збирають в оберемки (amaros) такого розміру, щоб доросла людина змогла охопити їх обіруч. Кожен «амаро» складається приблизно з 600 стебел куги. Після зрізання очерет ретельно висушують на сонці протягом трьох-чотирьох тижнів, перш ніж він буде готовий до використання. З висушених оберемків куги формують довгі сигароподібні в'язки хоризос (chorizos). З хоризос, своєю чергою, формують два великі оберемки, що становлять половини майбутнього човна. Довжина цих двох оберемків відповідає плановій довжині човна, а поперечний діаметр (що залежить від кількості з'єднаних при його формуванні хоризос), становить від 40—50 см для малих човнів до 1,5 м і більше — для великих. Між цими двома великими оберемками закладається «серцевина», що складається з трьох хоризос, покладених горизонтально одна на одну. Для з'єднання усіх цих складників у єдиний корпус, однією мотузкою до серцевини примотують лівий оберемок, і одночасно та поперемінно з нею іншою мотузкою — правий. Це почергове обвивання триває по всій довжині човна з відстанню між кожною обмоткою приблизно 30 см. Після з'єднання складових частин човна між собою, мотузки протягом кількох днів щораз підтягуються, допоки «серцевина» човна повністю не зникає з поля зору, затиснута з боків двома великими оберемками, утворюючи єдиний суцільний корпус. Після цього по краях судна прив'язується дві довгі сигароподібні зв'язки очерету (хоризос), що формують планшир, або борти судна.

## Сучасні очеретяні човни
Сьогодні очеретяні човни досі використовують у деяких місцинах майже на усіх континентах — від Аравійського півострова до Перу, Болівії, Ефіопії та донедавна на острові Керкіра в Греції.

### Південна Америка

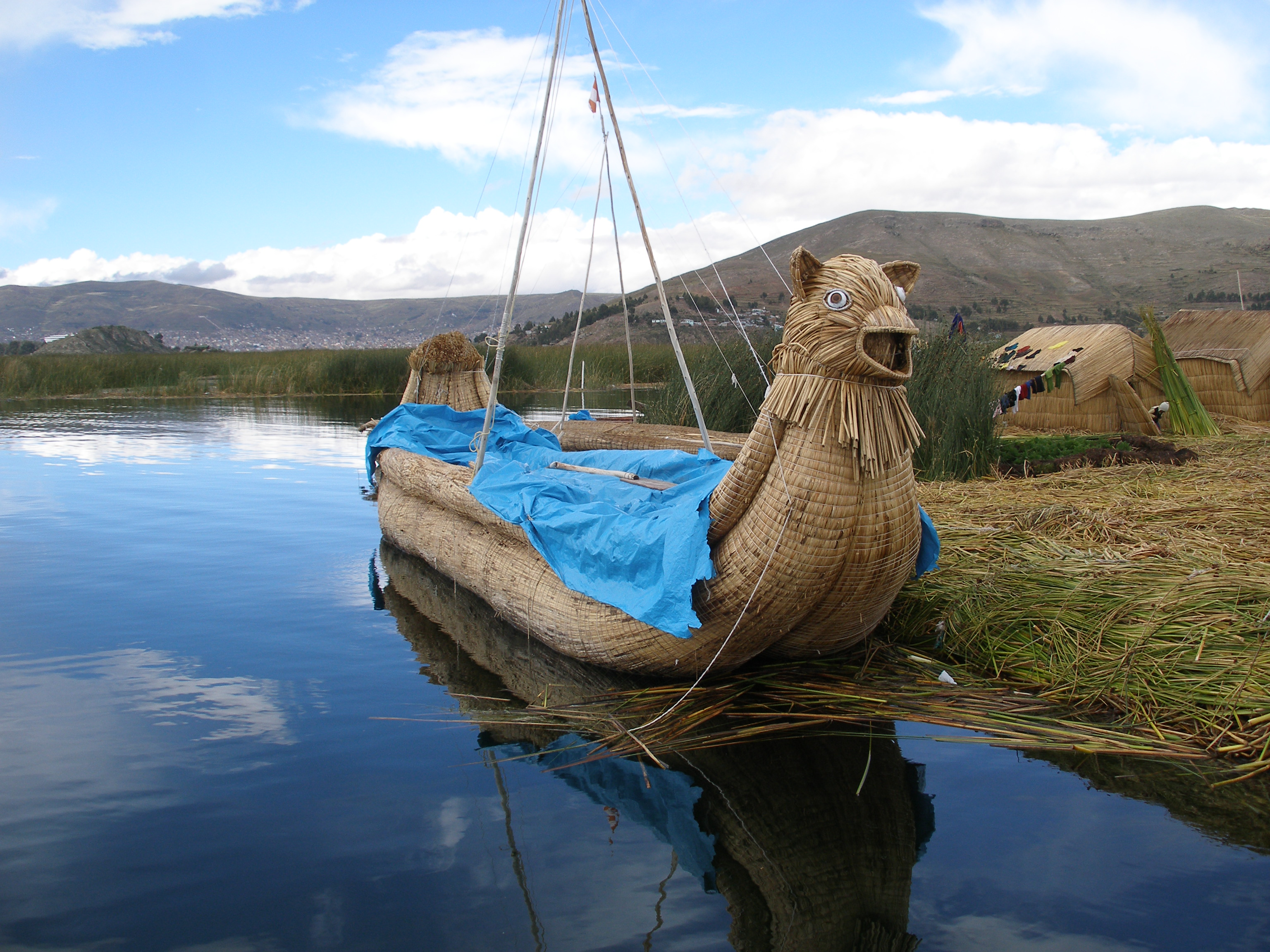
Ця велика очеретяна бальса з озера Тітікака вміщує понад 20 людей.

Найвідоміші сучасні очеретяні човни «бальса» використовують народності уру та аймара на озері Тітікака, розташованому на висоті 3810 м над рівнем моря на кордоні між Перу та Болівією в Південній Америці. Уру мешкали у високогір'ї Перу ще до виникнення цивілізації інків і, як вважають, саме переховуючись від войовничих інків, почали переселятись на штучні плавучі острови, розкидані по озеру Тітікака. Ці острови побудовані з куги Schoenoplectus californicus subsp. tatora, що росте по берегах озера Тітікака, а також на острові Пасхи і на кожному плавучому острові розміщується від трьох до десяти будинків, також побудованих із куги.
Кугу використовували для будівництва човнів ще доколумбовими південноамериканськими цивілізаціями, і сьогодні уру та аймара продовжують будувати з неї свої традиційні очеретяні човни, які вони використовують для риболовлі та полювання на водоплавних птахів. Човни «бальса» бувають різного розміру — від невеликих риболовецьких каное до суден завдовжки тридцять метрів.

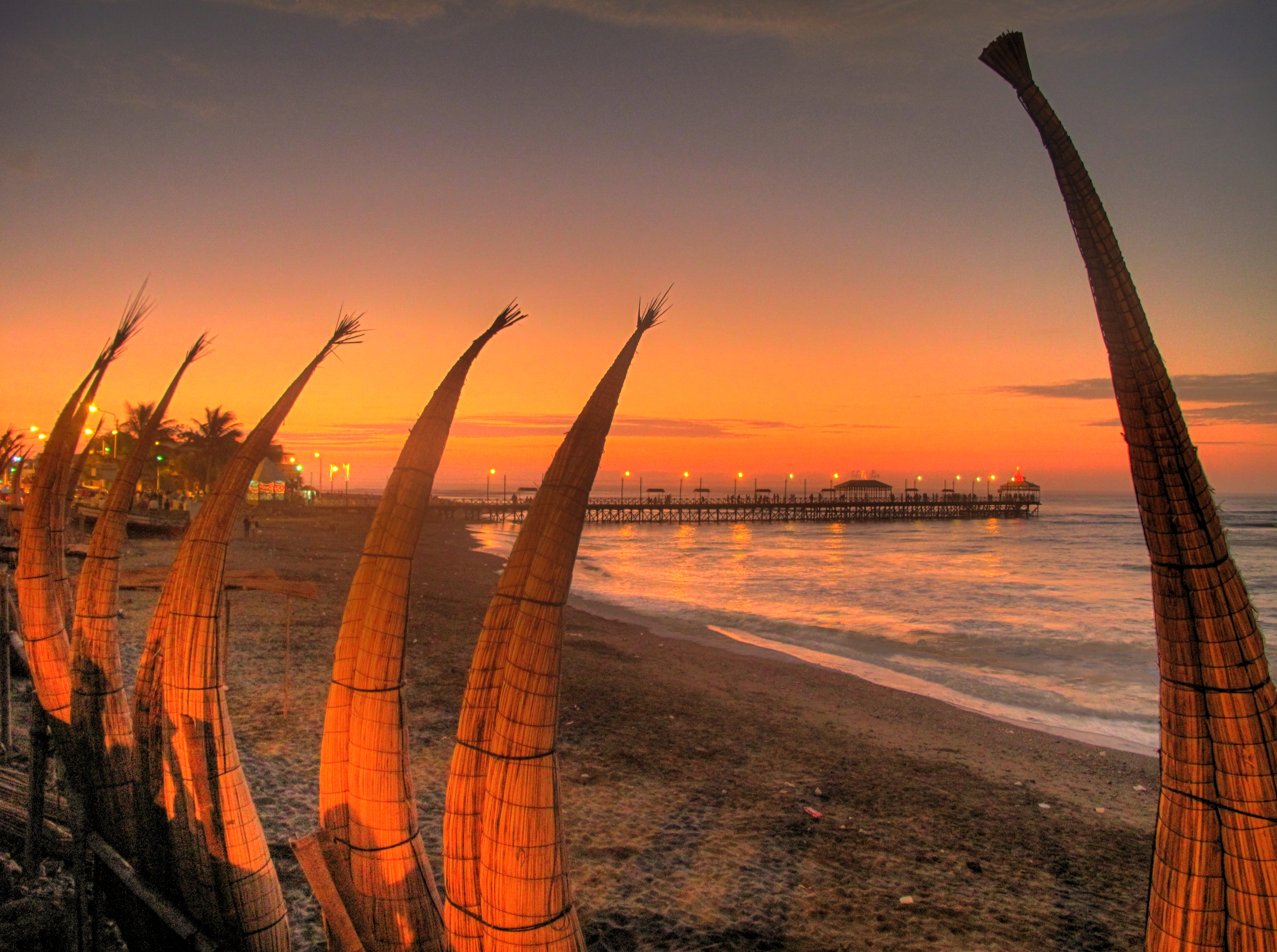
Човни кабаліто-де-тотора на узбережжі Тихого океану, Перу.

Біля південно-східного берега озера Тітікака лежать руїни стародавнього міста-держави Тіванако з залишками монументальних споруд, складених з вигадливо оброблених мегалітичних каменів. Брили зеленого андезиту, які використовувались для будівництва і складного різьблення, походять з півострова Копакабана з протилежного берега озера Тітікака. За однією з гіпотез, ці гігантські брили андезиту вагою понад 40 тонн, перевозили через озеро Тітікака на відстань близько 90 кілометрів очеретяними човнами.
Традиційно човни з куги будували в Перу не лише на озері Тітікака, а й в інших місцях. Зокрема, одномісні рибальські очеретяні човни кабаліто-де-тотора з довгими гострими носами і короткою пласкою кормою використовувались перуанськими рибалками на узбережжі Тихого океану останні 3000 років, що підтверджується археологічними знахідками з їхніми зображеннями. Їх і дотепер у великій кількості можна побачити на тихоокеанських пляжах країни.
Очеретяні човни на острові Пасхи також будувались тубільцями з використанням куги. Цікаво, що за конструкцією ці човни дуже подібні до перуанських човнів бальса.
Тур Хеєрдал залучав майстрів з аймарської родини Лімачі, що мешкають у Сурікі, острівному поселенні на болівійському боці озера Тітікака, до будівництва його човнів «Ра-2» і «Тигріс», а Філ Бак — для будівництва його човнів «Віракоча».

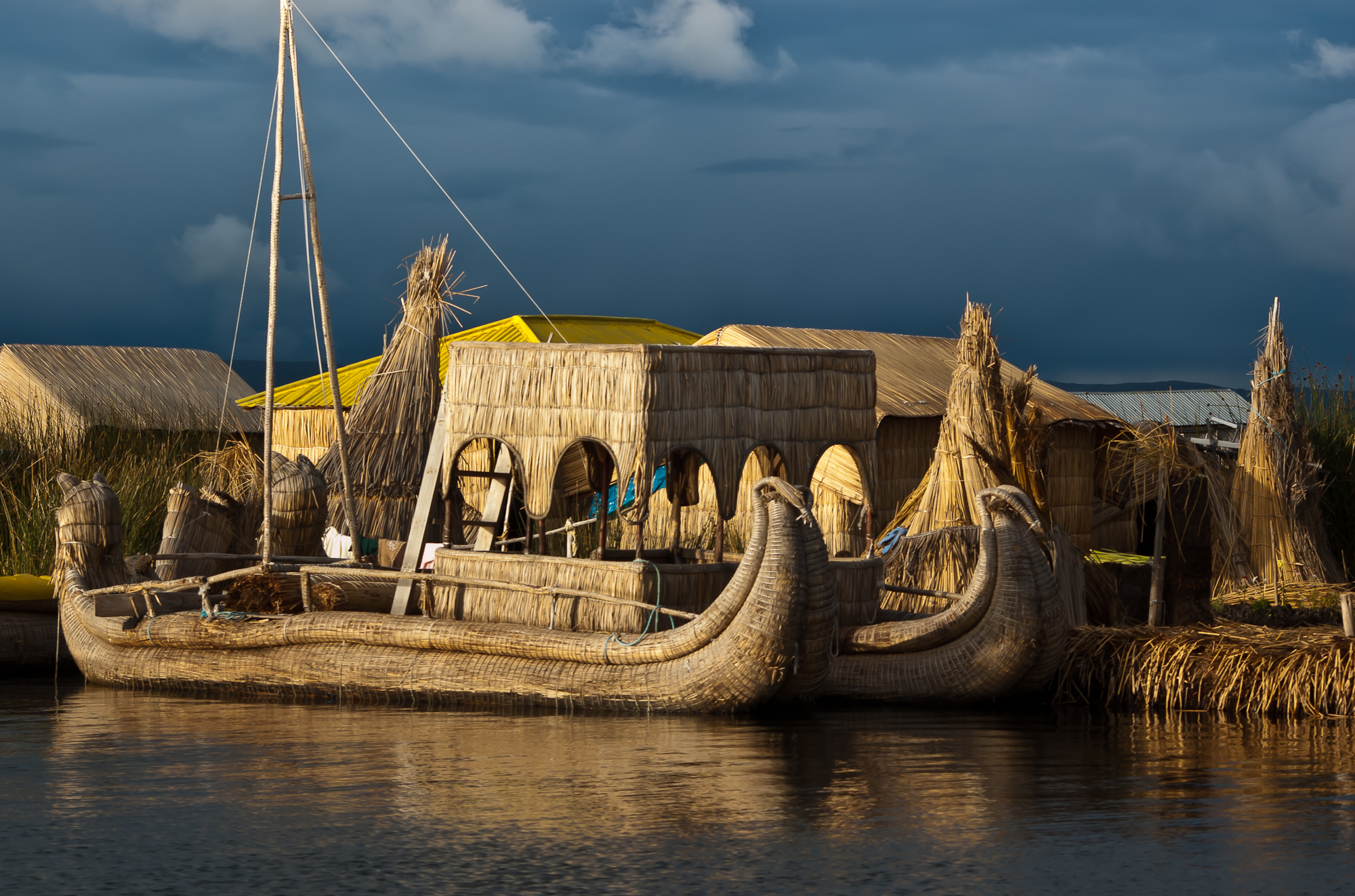
Велика бальса в селищі аймарів. Тітікака
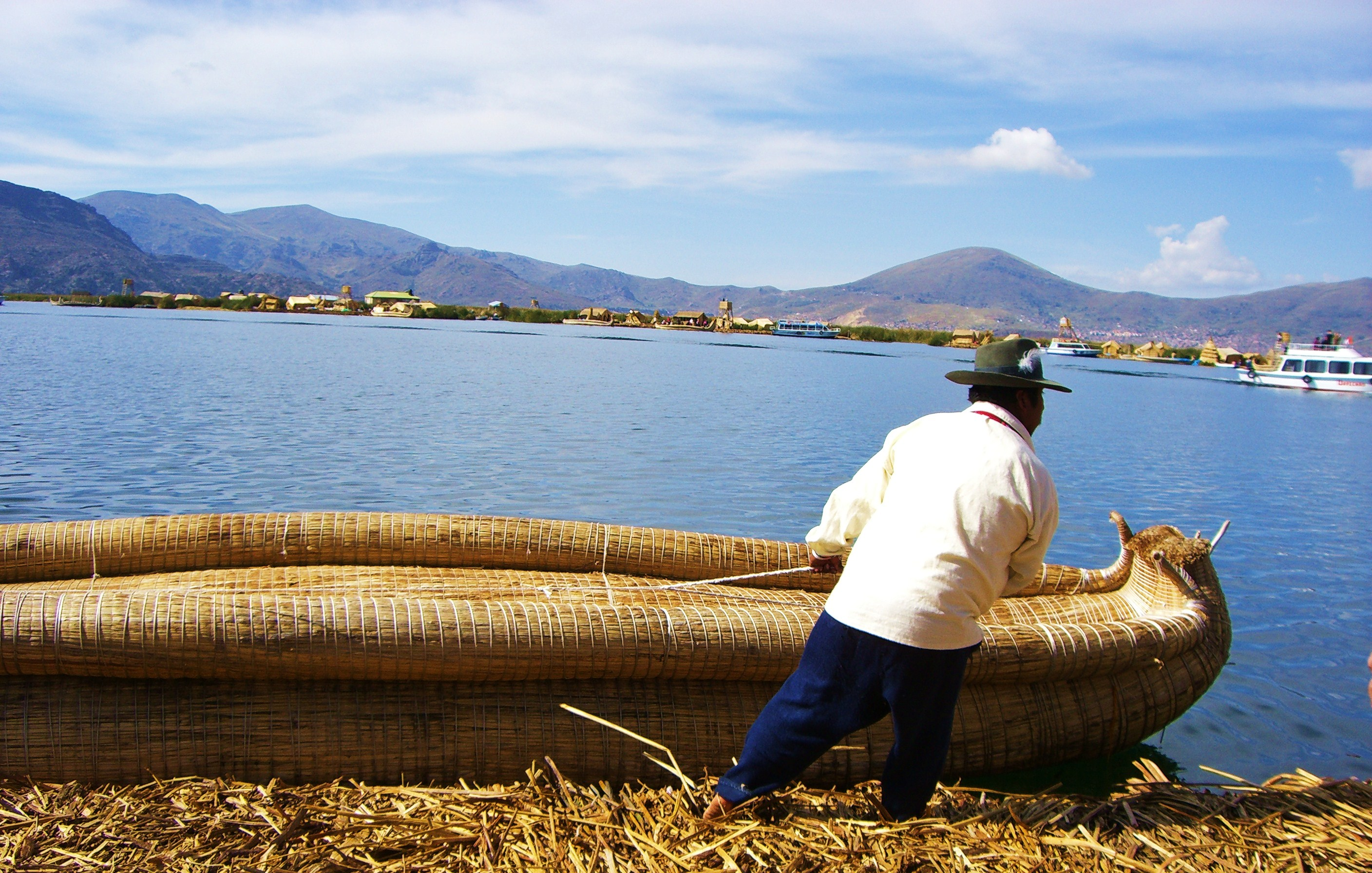
Індіанець уру з човном бальса з куги
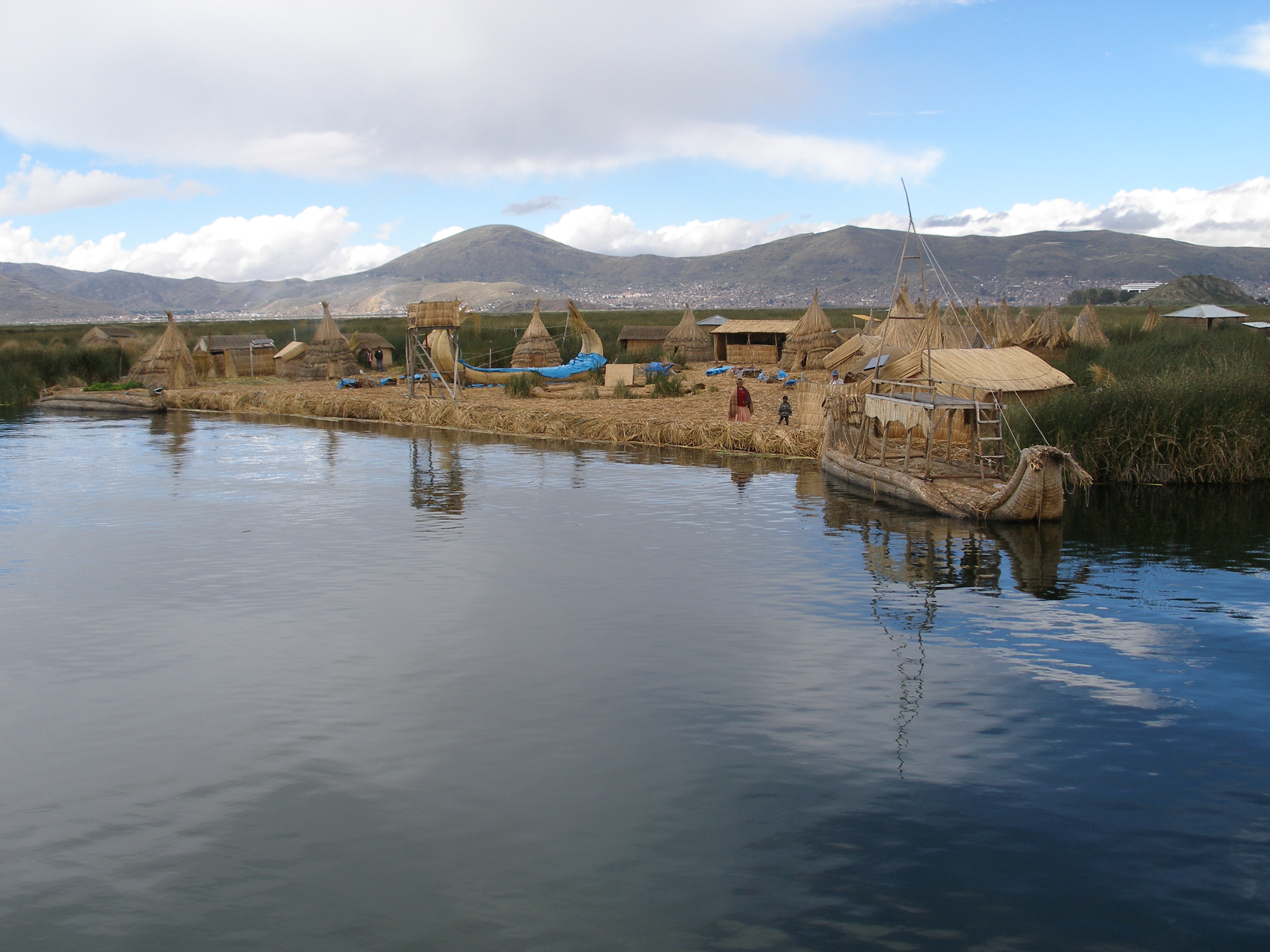
Плавучий очеретяний острів на озері Тітікака
Індіанець уру в очеретяному човні бальса
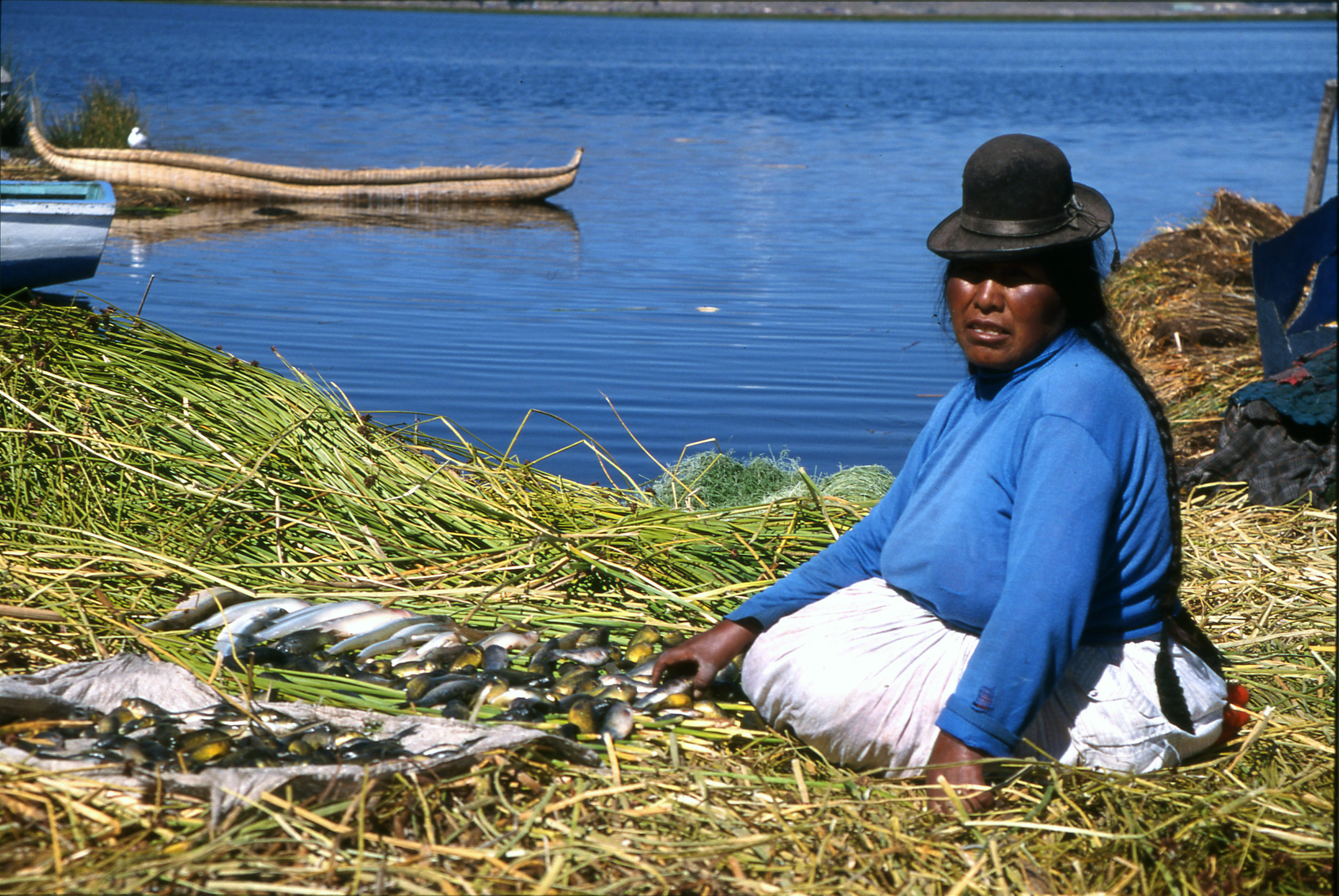
Індіанка уру на плавучому острові з уловом
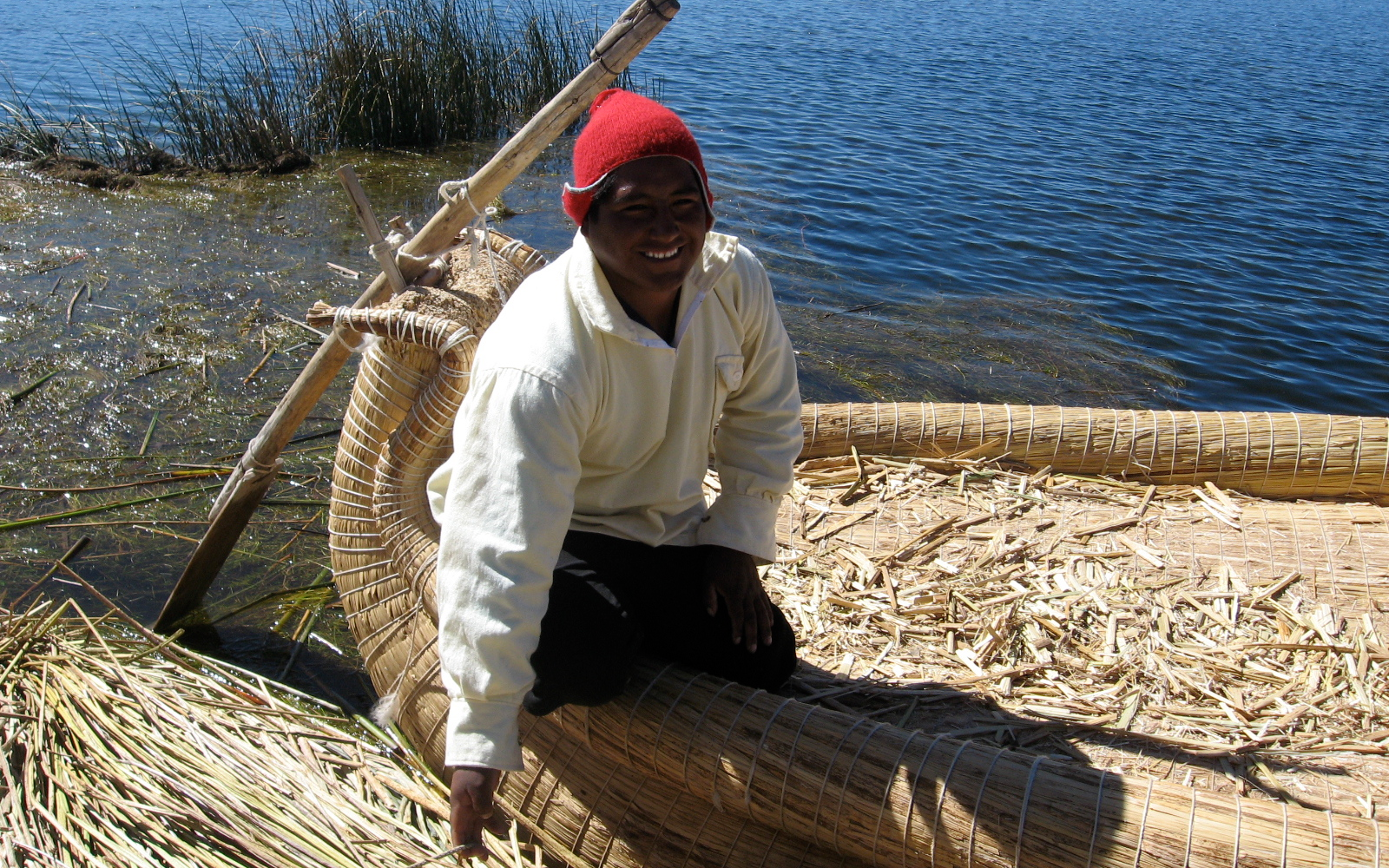
Індіанець уру у своєму човні
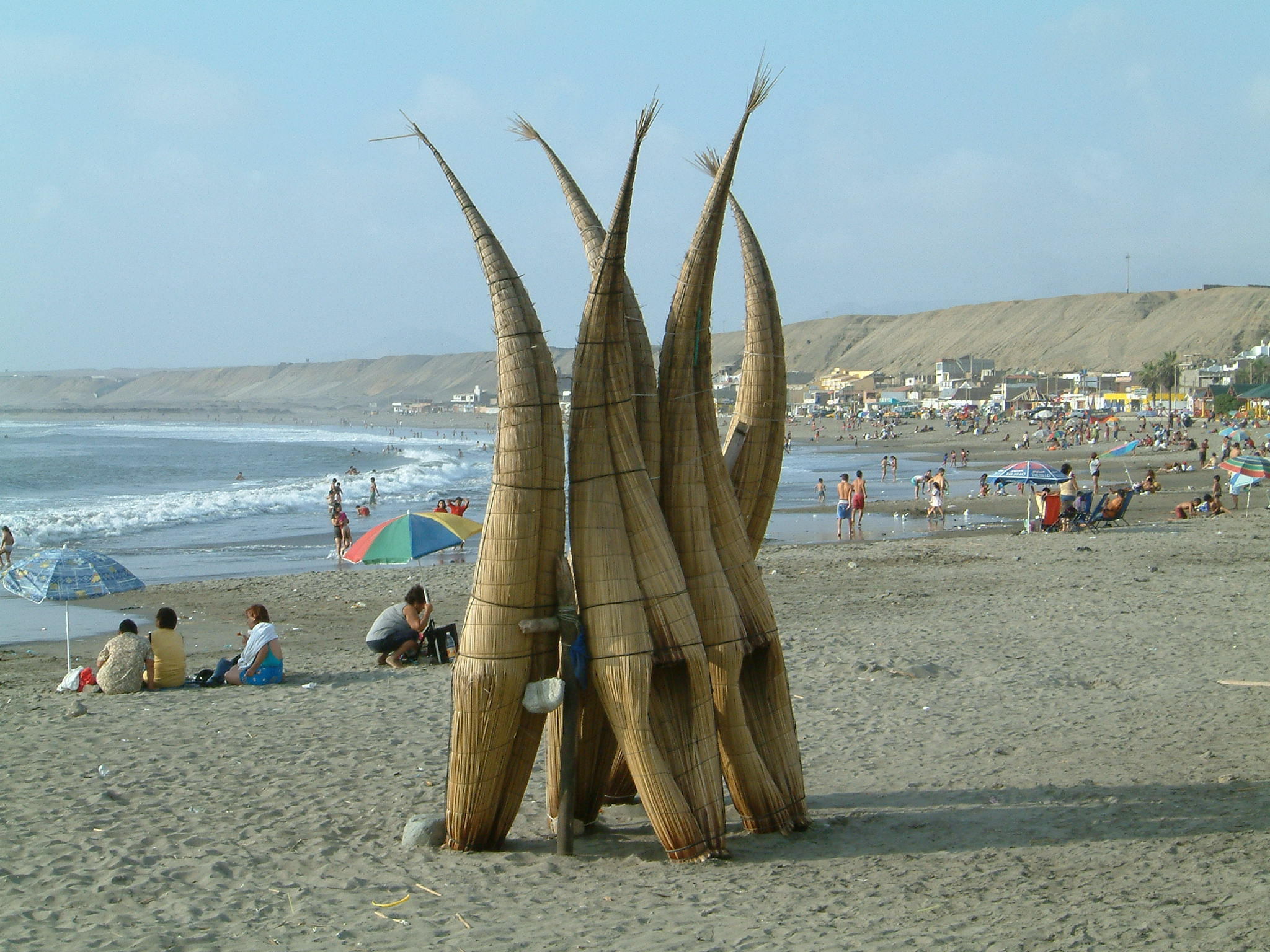
Кабаліто-де-тотора на пляжі в Уанчако, Перу
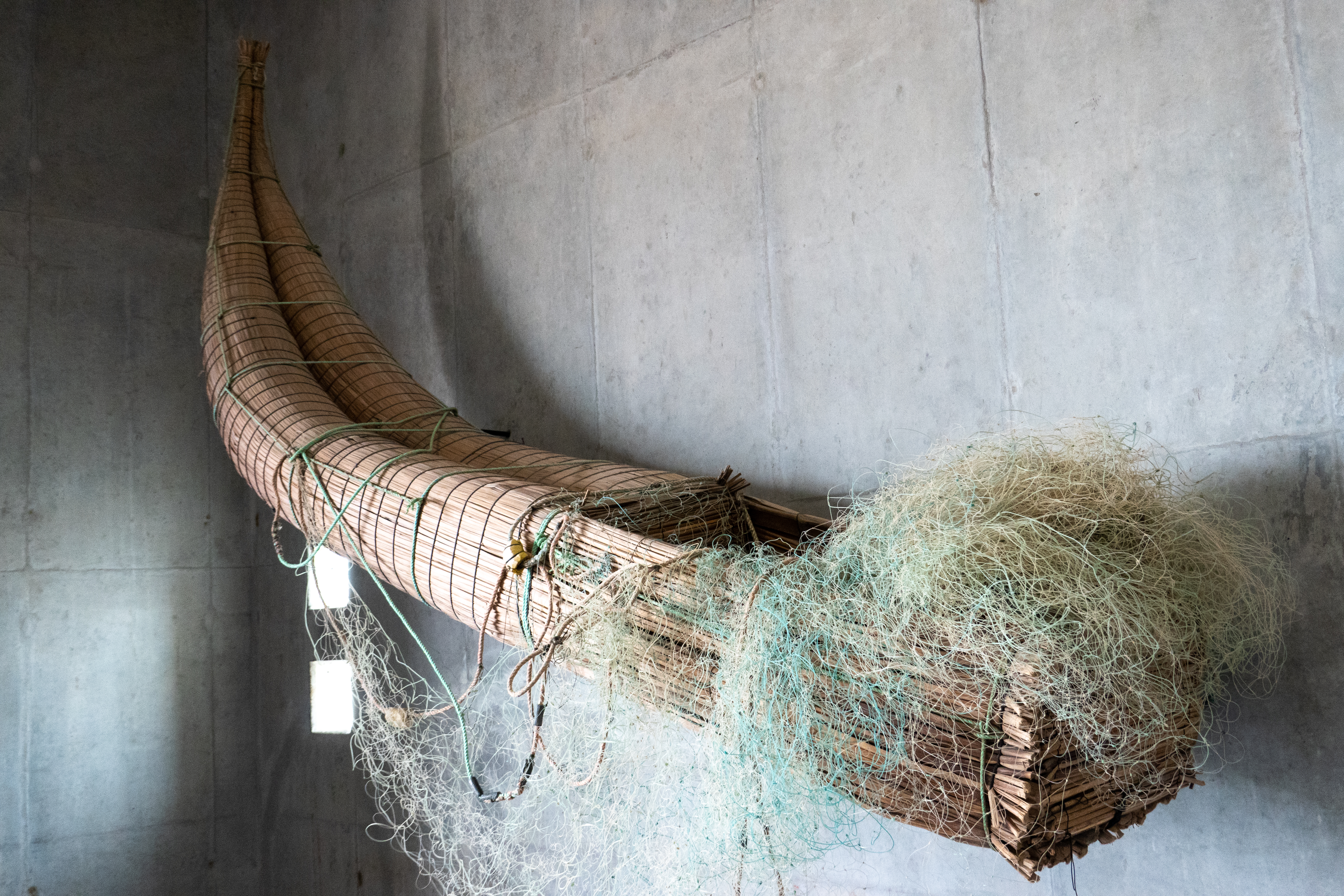
Кабаліто-де-тотора в музеї Као. Перу

### Північна Америка

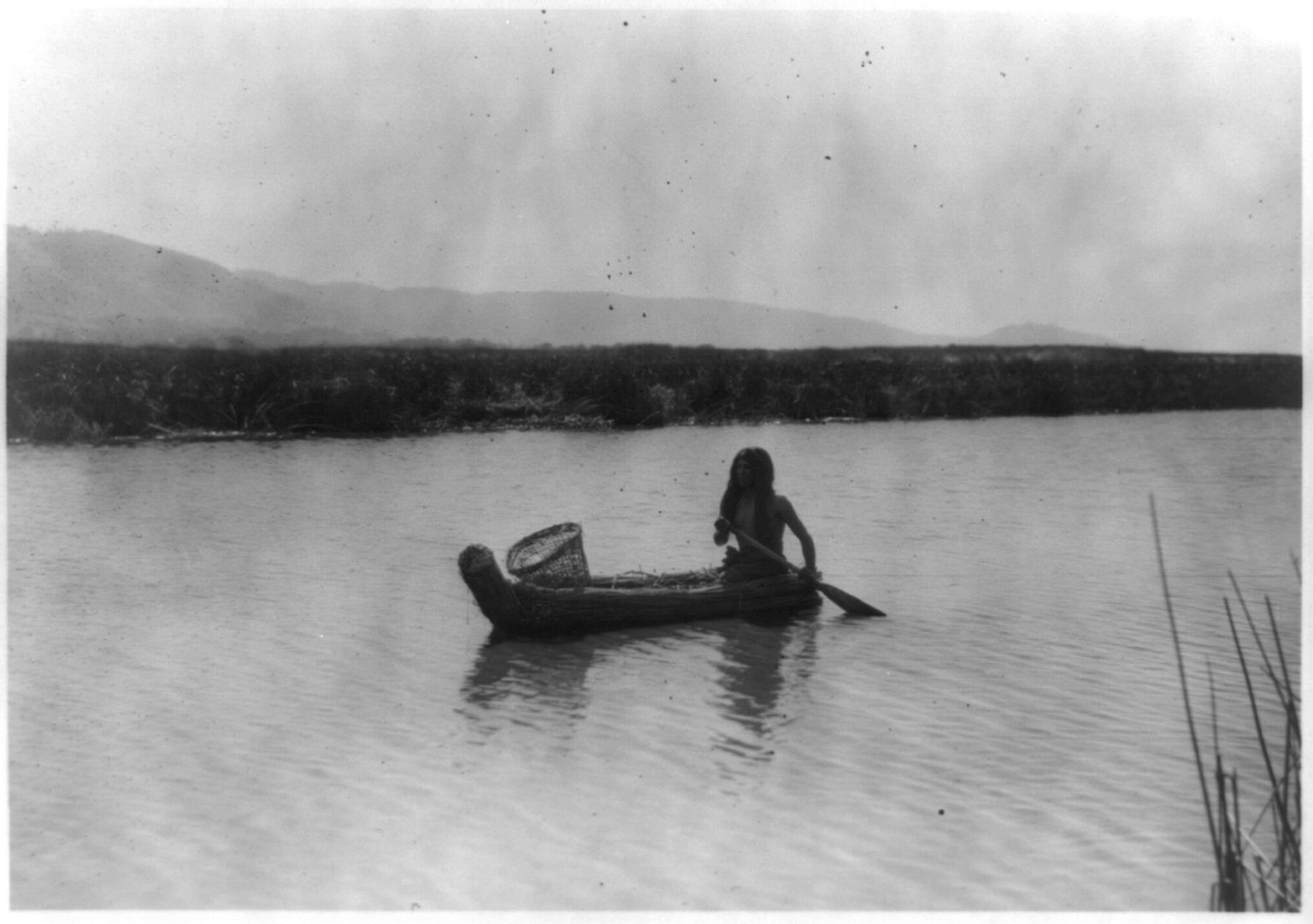
Північноамериканський індіанець на човні з американського виду куги.

Вид куги Schoenoplectus acutus, поширений у Північній Америці, використовується для будівництва очеретяних човнів різними індіанськими народностями. Індіанці з народностей олоне (Ohlone) та мівоки (Miwok) використовують кугу для побудови човнів в затоці Сан-Франциско. Північні групи чумашів (Chumash) також використовували кугу для побудови риболовних очеретяних каное.

### Європа

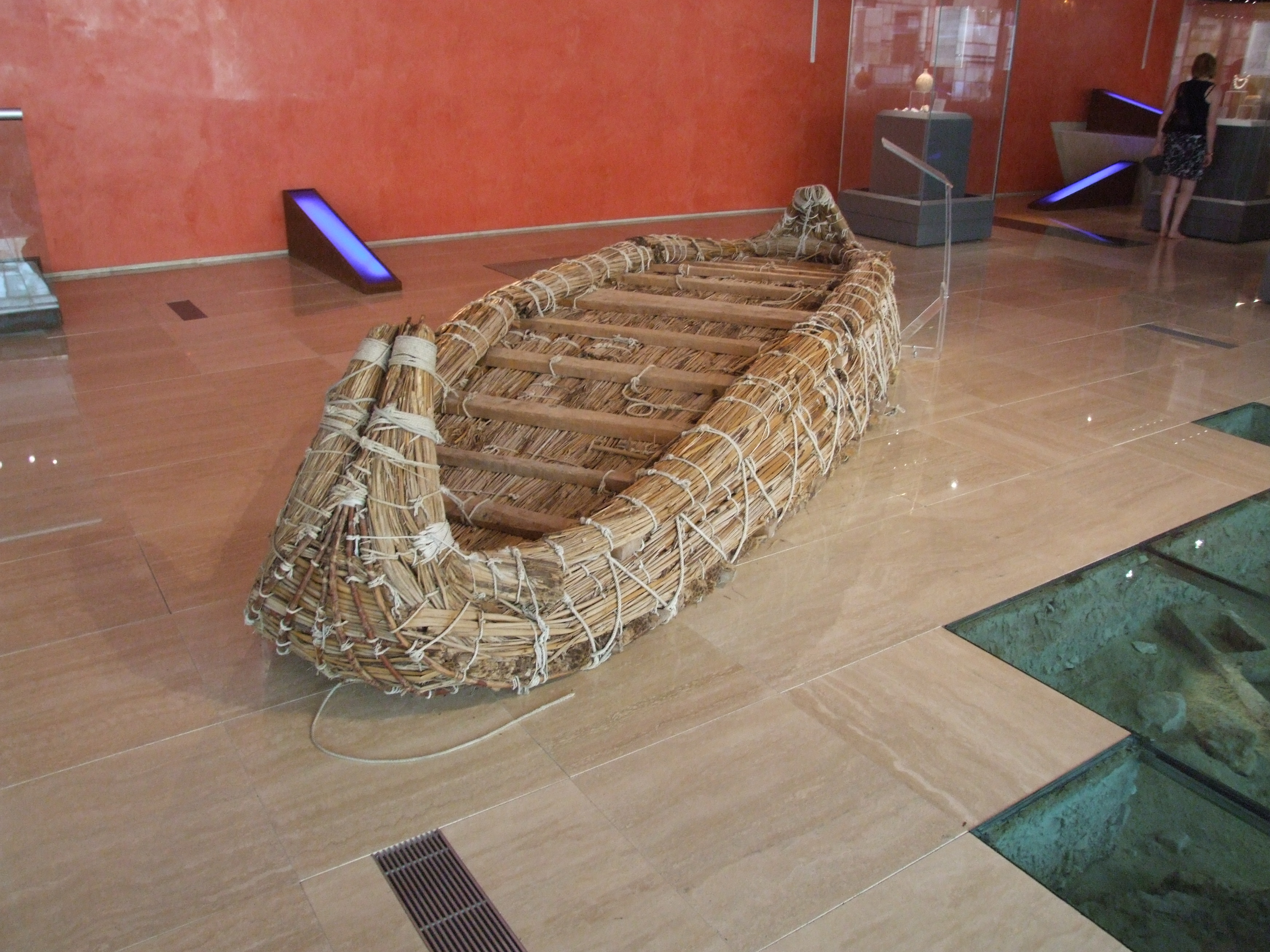
Грецька папірела з о. Корфу в морському музеї в Ая-Напа, Кіпр.

Очеретяні човни фассоне (італ. fassone) дотепер використовують навколо озера Кабрас у провінції Ористано на італійському острові Сардинія і ще в кінці XX ст. на острові Корфу в Греції використовувались очеретяні човни «папірела»(Papyrella).

### Африка
Очеретяні човни танква, схожі за формою на давньоєгипетські човни, дотепер широко використовують на високогірному озері Тана в Ефіопії, де місцеві мешканці будують їх з папірусу. Ще нещодавно схожі човни «шафат» (Shafat) використовувались також на іншому ефіопському озері Цвай, а очеретові човни «кадеї» (Kadei) — на центральноафриканському озері Чад, але останнім часом їх переважно замінили сучасні моделі з пластику й металу.

### Азія
Більшість традиційних човнів машуф болотних арабів з півдня Іраку до XIX ст. виготовляли з очерету і лише в другій половині XX ст. їх стали будувати з дерев'яних дощок. Молитовні очеретяні човни використовують в індуїстському релігійному фестивалі, який щороку проходить на березі річки Ганг, де тисячі людей запалюють ладан та свічки на маленьких очеретяних човнах, які відправляють течією вночі зі своїми побажаннями та молитвами. Деякі округлі човни типу коракл, які використовують в Індії як пороми, також побудовані з очерету (див. фото нижче).

### Океанія
Каное «мокіхі» (маор. mōkihi) традиційно виготовляють з рогозу або корарі (Phormium tenax) у Новій Зеландії. Такі човни все ще можна зустріти на річці Вайтакі та в південному Вест-Кості.

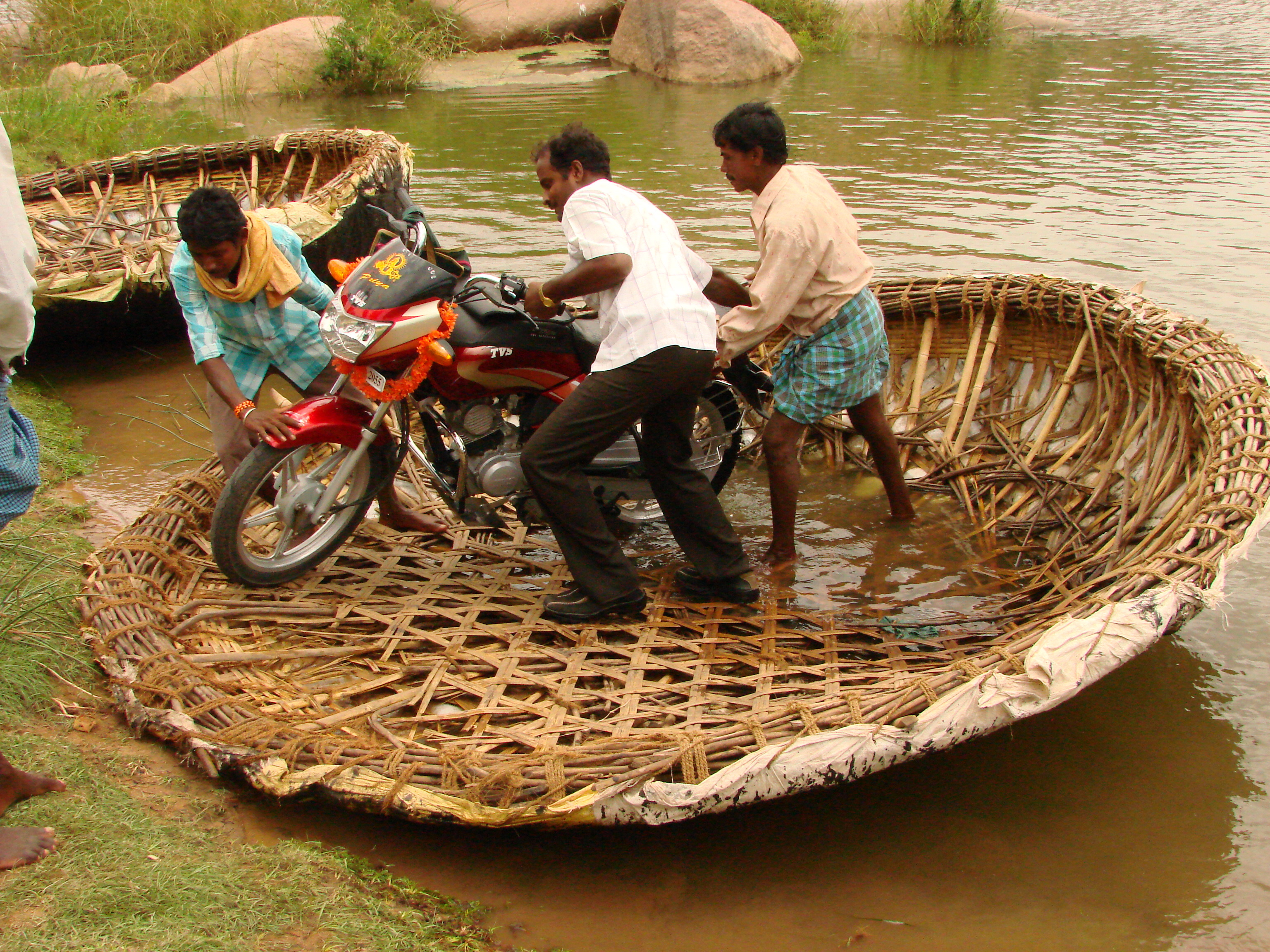
Очеретяний пором типу коракл поблизу села Хампі, Індія. Липень 2008 р.
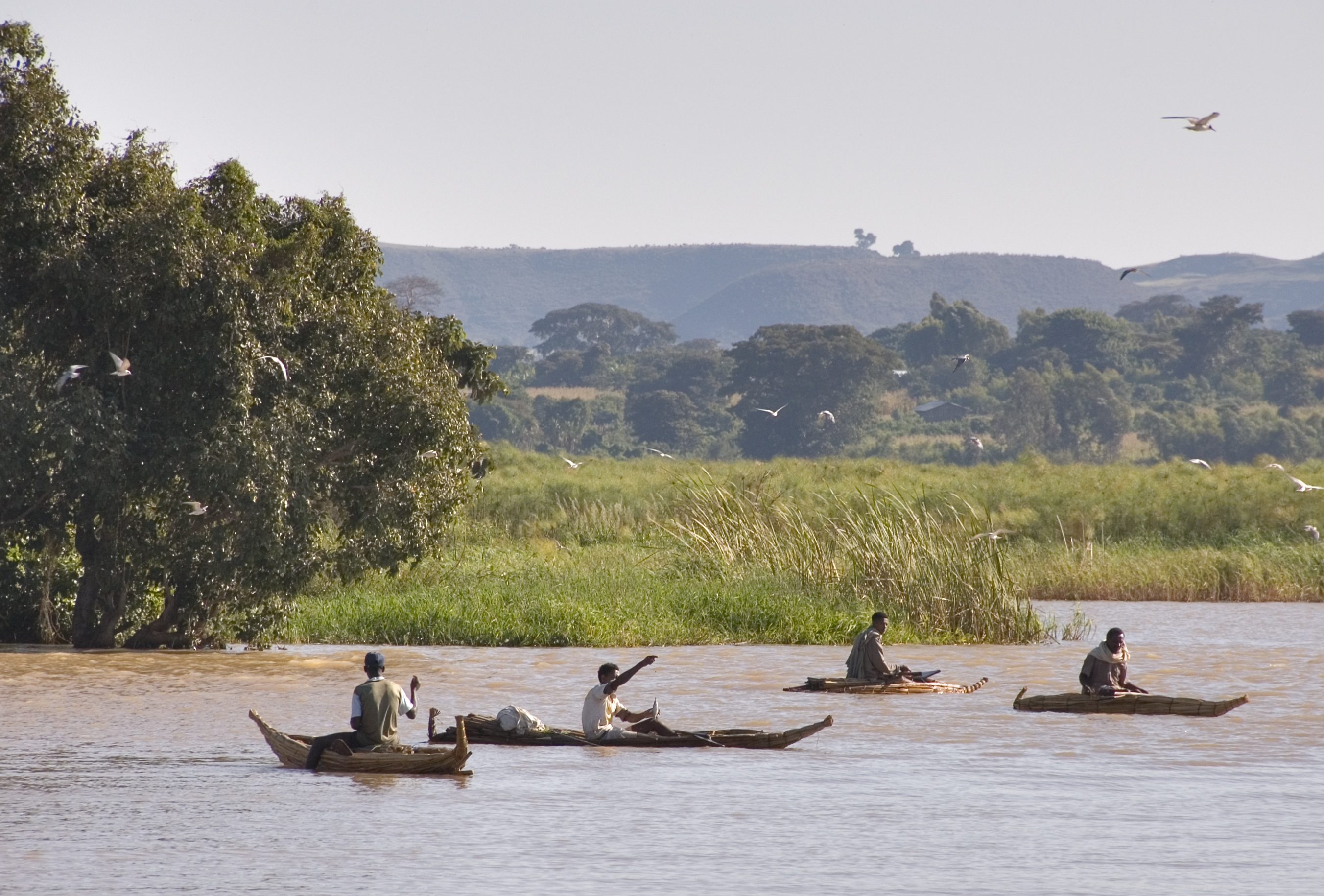
Рибалки на очеретяних човнах танква (Tankwa) на озері Тана на півночі Ефіопії
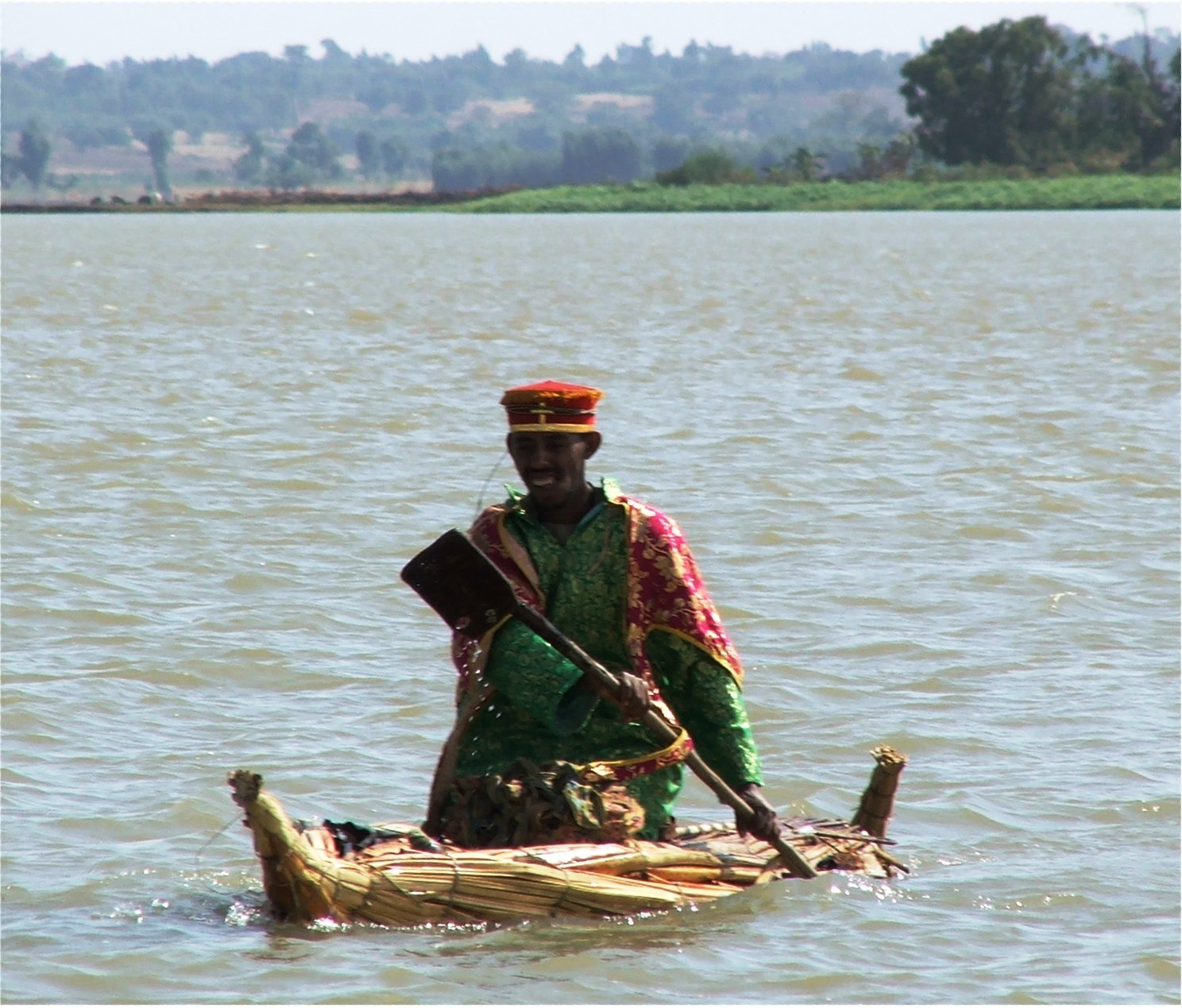
Православний монах на очеретяному човні танква в Ефіопії
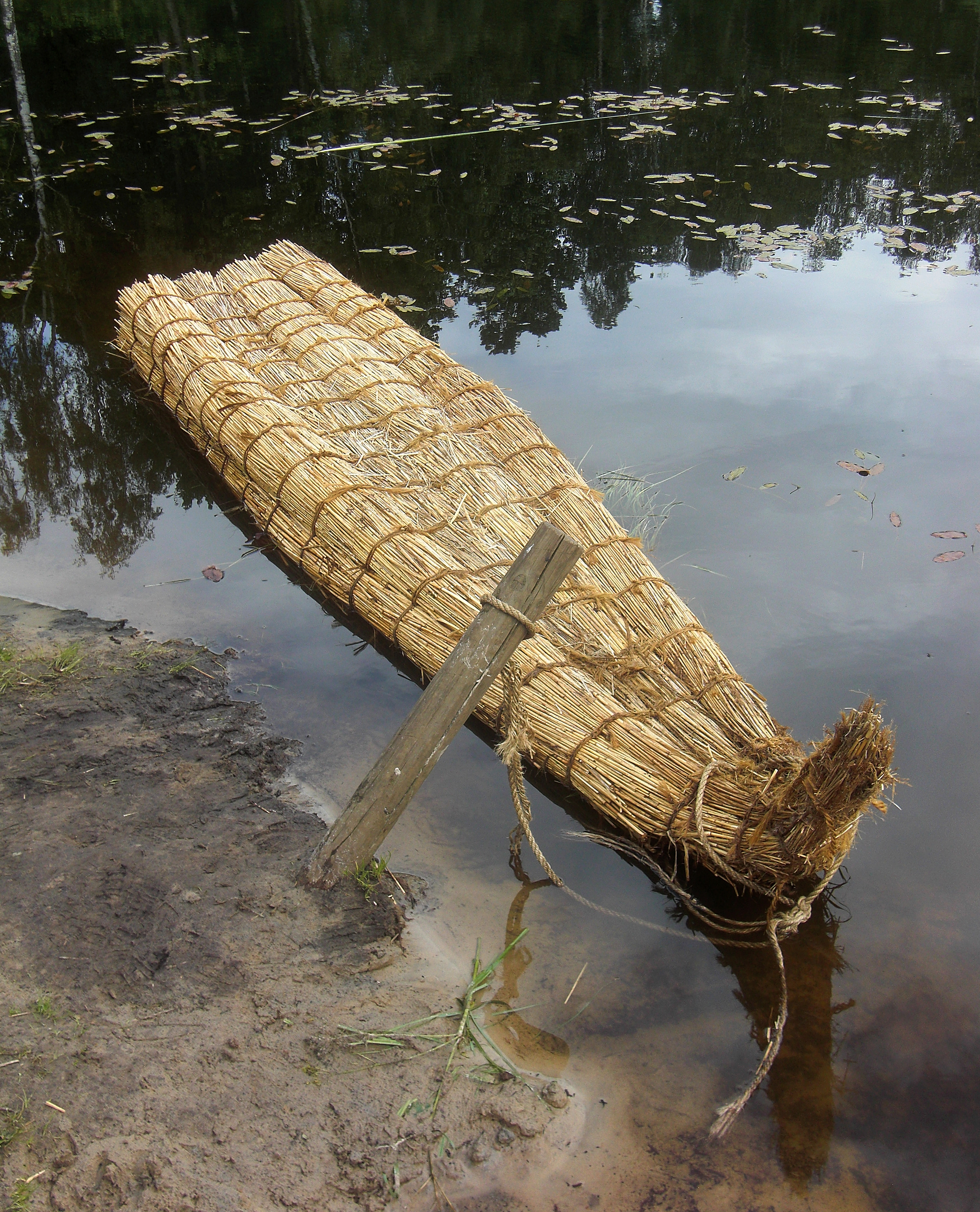
Очеретяний човен в музейному доісторичному селищі Екегаген[sv] в Швеції
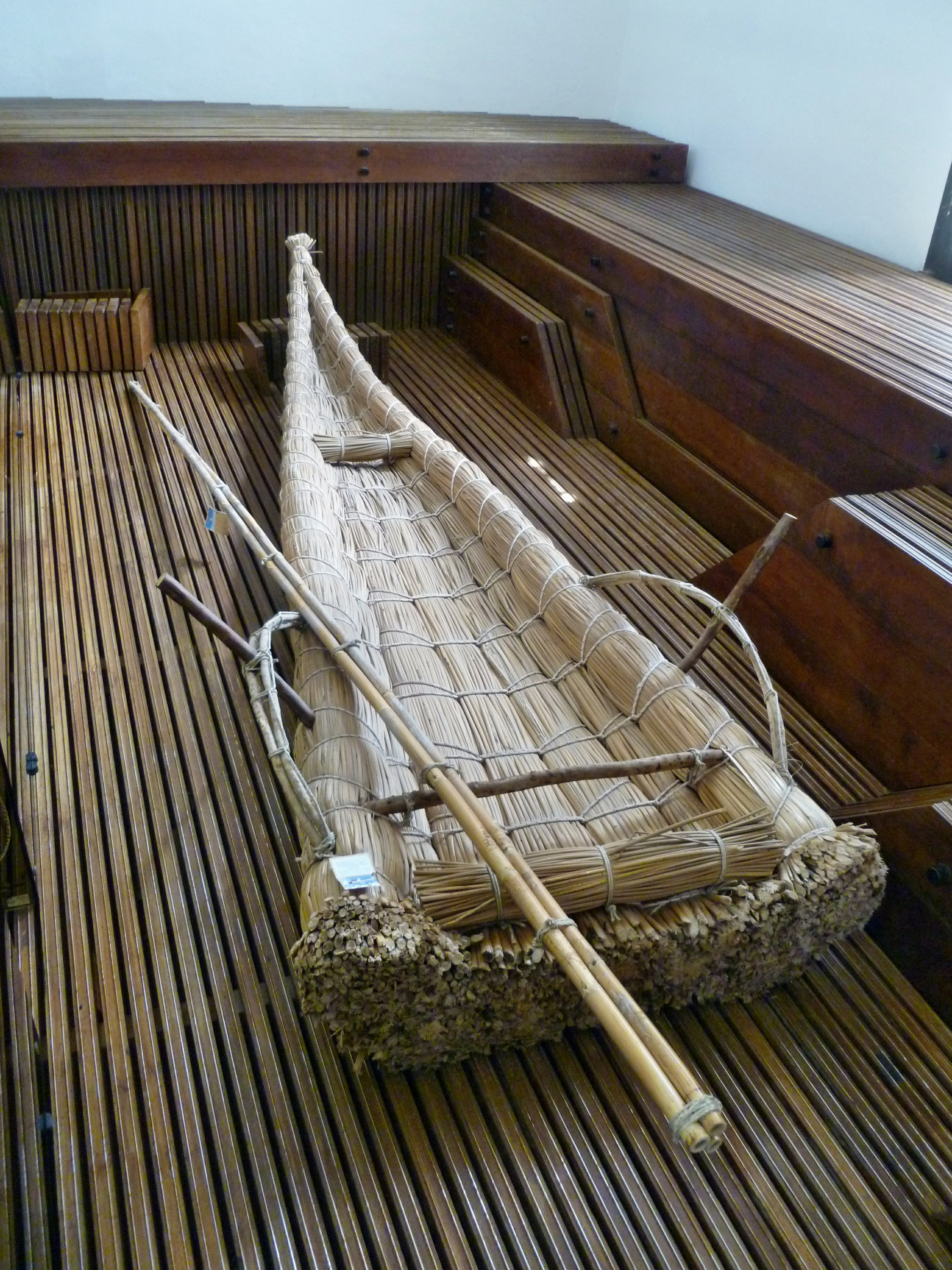
Італійський очеретяний човен "фассоне". Замок замку Доріа в Кастельсардо, Сардинія, Італія

## Сучасні відтворення старовинних очеретяних човнів
Серед багатьох пізніше підданих критиці теорій норвезького етнографа Тура Хеєрдала, зокрема було й припущення про те, що технологія будівництва очеретяних човнів з озера Тітікака походить від папірусних човнів Єгипту і принесена в Південну Америку «світлошкірими й бородатими людьми» з міфології інків, в яких Хеєрдал бачив єгиптян або пізніших європейців. Для підтвердження цієї теорії він запланував і першим здійснив перехід через Атлантичний океан на очеретяному човні «Ра-2». Його успішний досвід надихнув інших дослідників на здійснення океанічних переходів на очеретяних суднах.
Дослідження та морські плавання на копіях історичних очеретяних човнів, здійснені за останні 50 років Туром Хеєрдалом, німецьким ученим Домініком Герліцом, американським мандрівником Філом Баком, іспанським ексвійськовим Кітіном Муньйосом та рядом інших дослідників, сприяли кращому розумінню конструкції та можливостей очеретяних човнів. Цікаво, що успішні плавання здійснені сучасними дослідниками переважно на очеретяних плотах і човнах, побудованих майстрами — будівельниками бальса з озера Тітікака. Тур Хеєрдал намагався спочатку залучити для будівництва човна «Ра-1» майстрів з африканського озера Чад, а Кітін Муньйос для свого «Мата Рангі-1» — з тихоокеанського острова Пасхи, але після того, як ці човни зазнавали невдачі й розвалювались під час океанського переходу, наступні моделі своїх суден вони доручали змайструвати індіанцям аймара з озера Тітікака.
Традиційні майстри — будівельники бальса, що допомагали Туру Хеєрдалу побудувати його «Ра-2» і «Тигріс», а пізніше будували човни для інших дослідників, мешкають у родині Лімачі в містечку на острові Сурікі на болівійському боці озера Тітікака. Для будівництва човна «Ра-2», що здійснив успішний перехід через Атлантику 1970 року, Хеєрдал доставляв будівельників човнів з родини Лімачі з Болівії аж на африканське узбережжя в Марокко.

### «Ра» і «Тигріс» Тура Хеєрдала

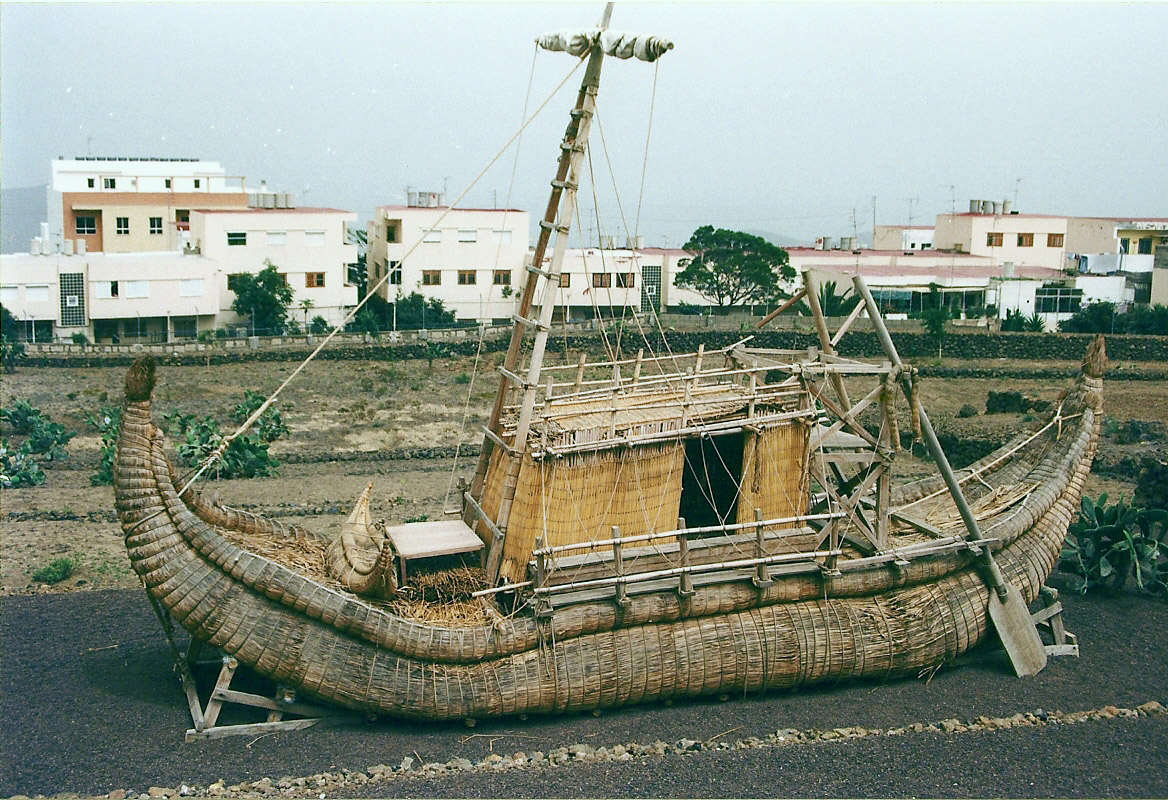
Очеретяний човен Ra II

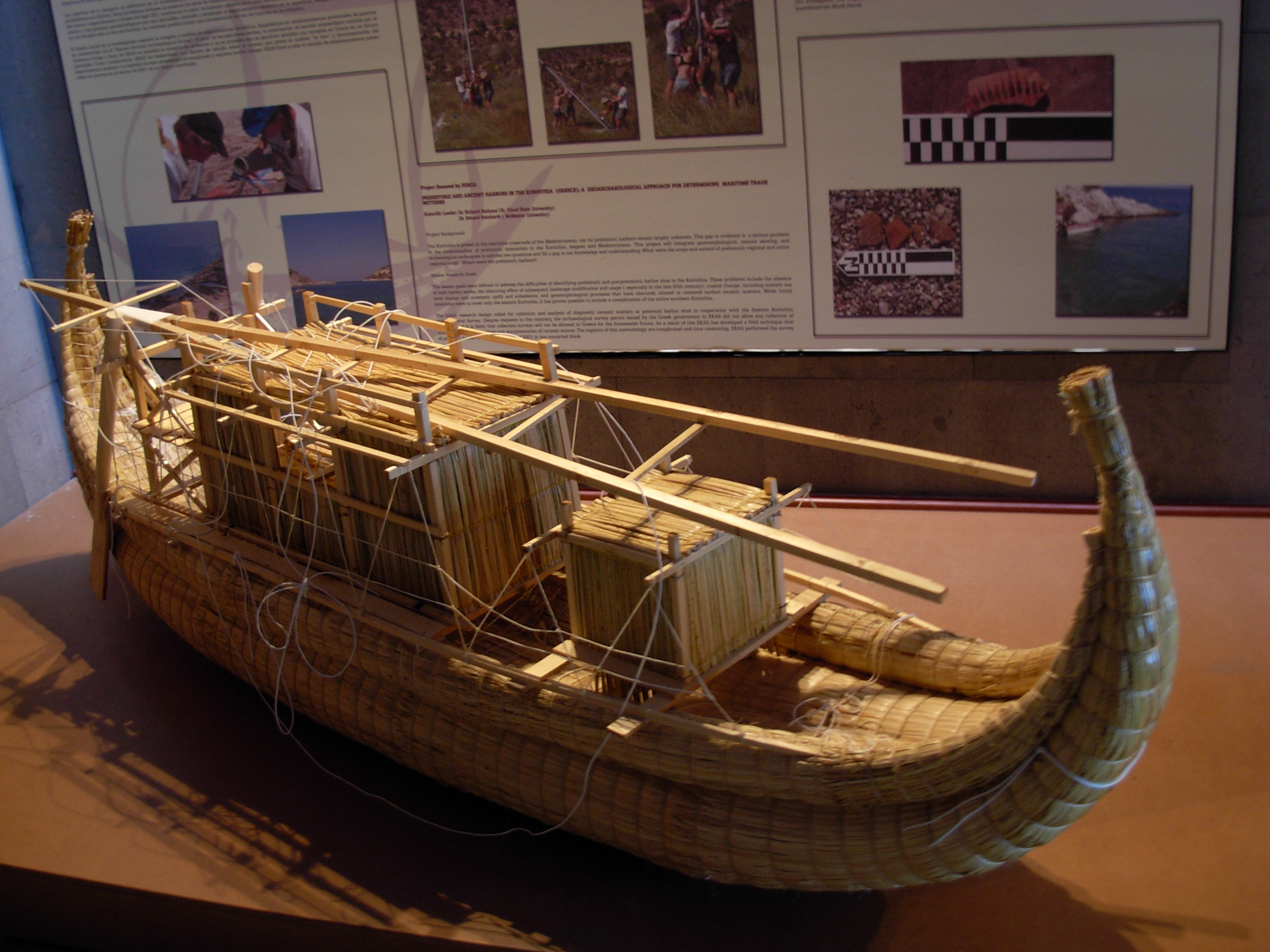
Модель човна «Тигріс». Музей пірамід в Тенерифе.

Норвезький етнограф і мандрівник Тур Хеєрдал (1914—2002) хотів продемонструвати, що представники стародавніх цивілізацій, які мешкали на африканському чи азійському узбережжі Середземного моря, могли перетнути Атлантику та дістатися Америки, пливучи на тогочасних суднах за Канарською течією. 1969 року Хеєрдал побудував очеретяний човен, який назвав «Ра» на честь давньоєгипетського бога сонця. Його дизайн базувався на давньоєгипетських малюнках та моделях. Човен був побудований місцевими майстрами з озера Чад в Республіці Чад з папірусу з озера Тана в Ефіопії. «Ра» відплив від узбережжя Марокко у спробі перетнути Атлантику. Через кілька тижнів плавання його екіпаж намагався модифікувати судно, але «Ра» почав осідати, наповнюватись водою і розпадатись. Екіпаж мусив покинути човен, який фактично не витримав лише кількох днів до кінця маршруту.
Наступного року Хеєрдал організував будівництво ще одного подібного човна — «Ра-2». Цього разу човен знову будували з папірусу з озера Тана, але не африканські корабели, а майстри народності аймара з озера Тітікака в Болівії, яких Хеєрдал спеціально для цієї мети перевіз до Марокко. Судно знову вирушило від узбережжя Марокко і цього разу експедиція досягнула своєї мети, успішно діставшись Барбадосу.
1978 року Хеєрдал побудував третій очеретяний човен — «Тигріс». Метою побудови цього судна було продемонструвати, що Месопотамія могла бути пов'язана через торгівлю та міграцію з цивілізацією долини Інду в сучасному Пакистані. «Тигріс» стартував в Іраку, проплив уздовж Перської затоки, вийшов у Індійський океан і дістався Пакистану, після чого пройшов до Червоного моря. Човен залишався в морі протягом п'яти місяців і врешті решт був навмисно спалений у Джибуті на Африканському Розі на знак протесту проти воєн, які тоді вирували в цьому регіоні.

### «Абора» Домініка Герліца
З 1996 по 2019 роки німецький вчений Домінік Герліц у межах свого проєкту «Абора» побудував чотири очеретяні човни (від Абори-1 до Абори-4) і організував на них декілька плавань Середземним морем й Атлантичним океаном. Подорожжю із Нью-Йорка до Європи на «Абора-3» він хотів довести, що на очеретяних човнах можливі міжконтинентальні морські подорожі в обох напрямках.

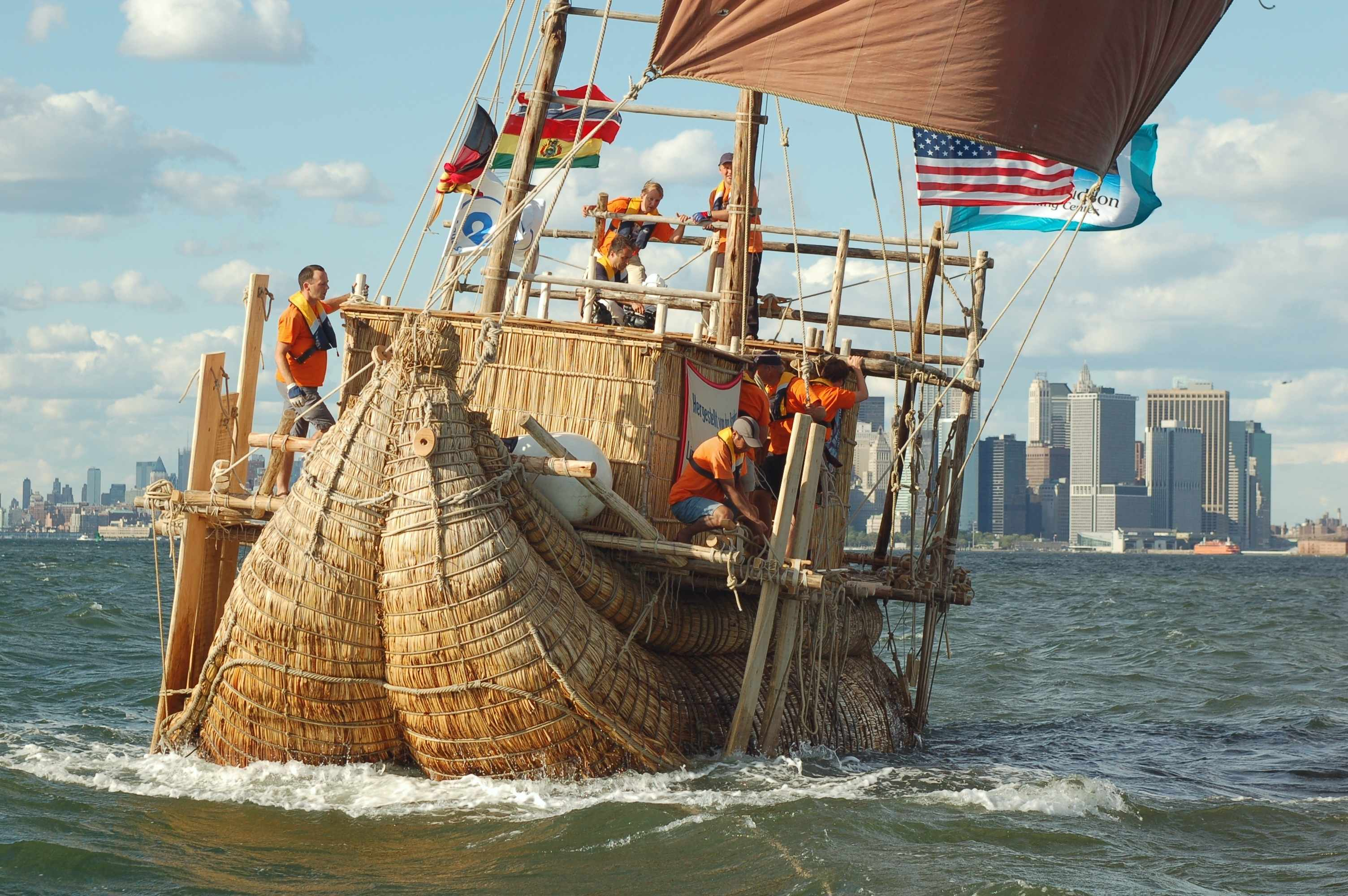
Абора-3 виходить з гавані Нью-Йорка.

Експедиції були натхненні попередніми трансокеанічними експедиціями Тура Хеєрдала. Головною метою експедицій «Абора» було довести, що безкілевий очеретяний човен може плисти не тільки за попутних вітрів, а керовано просуватись навіть проти панівних вітрів, використовуючи шверці (підвісні бортові кілі) замість нерухомого кіля. Назву всім суднам проєкту дали на честь божества Абора тубільців гуанчів з Канарських островів. Судна замовили будівникам човнів з народності аймара, що мешкає на озері Тітікака в Болівії. Як будівельний матеріал вони використали дуже міцну місцеву кугу, ту саму, що використовувався для будівництва човнів Хеєрдала «Ра-2» і «Тигріс».

У порівнянні з переходом через Атлантику в напрямку зі сходу на захід, який Тур Хеєрдал успішно продемонстрував 1970 року на слабокерованому очеретяному човні «Ра-2», перехід через Атлантику з заходу на схід набагато складніший. У зворотному напрямку необхідно йти не вздовж південної Канарської течії, а північніше уздовж Гольфстриму. Однак Гольфстрим не тече рівномірно, а утворює величезні вихори. Ба більше, в цих районах вітри дують непослідовно з усіх напрямків. Це означає, що перехід не може відбуватися практично у вигляді дрейфу, як у випадку з «Ра-2» у зворотному напрямку. По дорозі з Америки в Старий світ очеретяний човен повинен мати можливість долати великі відстані навіть за несприятливих умов вітру.

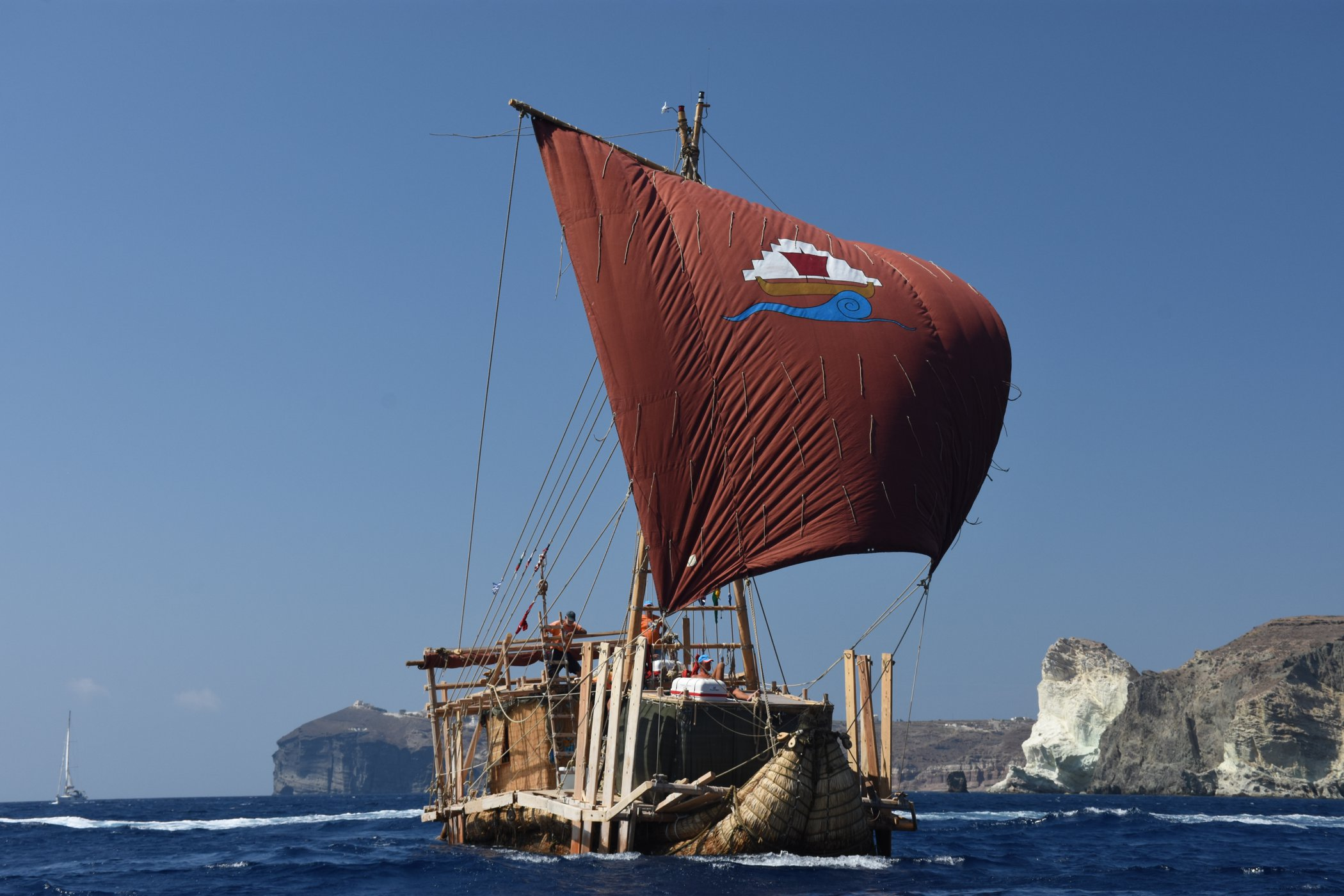
Абора-4 біля о. Санторіні в Егейському морі.

Експедиція вийшла з порту Нью-Йорка 11 липня 2007 р. Протягом плавання «Абора-3» довела можливість успішного плавання безкілевого очеретяного плота під кутом до 90° до вітру. Експедицію завершили достроково, не дійшовши до Азорів близько 900 кілометрів. 5 вересня 2007 року екіпаж евакуйовано з човна, який пережив декілька ураганів зі швидкістю вітру до 50 вузлів. Метою експедиції човна «Абора-4» була демонстрація можливих торгових контактів між Чорним і Середземним морем у часи стародавнього Єгипту. Геродот згадував у своїх «Історіях» торговельні контакти між єгиптянами та Кавказом на східному узбережжі Чорного моря; за його словами, цим шляхом до Єгипту постачались різні товари, особливо метали.
Експедиція почалася 16 серпня 2019 року. «Абора-4» пройшла через Чорне море до Босфору (саму протоку пройдено на буксирі з міркувань безпеки), через Мармурове море і через Дарданелли (знову на буксирі) до Чанаккале (сучасна гавань поблизу античної Трої) і далі в Егейське море. Першою зупинкою був грецький острів Лемнос, куди судно встигло зайти і вийти з доісторичного порту Поліохні без підтримки буксира. Звідти судно відпливло до о. Санторині, тим самим зумівши пройти кілька проток між мережею грецьких островів. Під час експедиції Домінік Герліц отримав пропозицію від Міністерства культури Туреччини в Анкарі виставити очеретяний човен в Археологічному парку Патара (поблизу Анталії) як постійний експонат. Пропозицію схвалили й вирішили відпливати з Санторіні просто до Каша (сучасна гавань біля Патари) на лікійському узбережжі. «Абора-4» прибула в Каш 19 вересня. Всю відстань від Варни до Каша подолали за 34 дні. Як і планувалося, судно зараз постійно демонструється на агорі стародавнього лікійського міста Патара.

### «Мата Рангі» Кітіна Муньйоса
1997 року відставний іспанський військовик з елітного підрозділу командос Антоніо Хосе «Кітін» Муньйос спробував перетнути Тихий океан на очеретяному човні «Мата Рангі» (Mata Rangi), назва якого перекладається як «Очі раю». Човен був зроблений з куги Schoenoplectus californicus subsp. tatora з острова Пасхи, на відстані 3870 км на захід від столиці Чилі Сантьяго, куди планувала дійти експедиція. Проте «Мата Рангі» розвалився посеред океану, і екіпаж довелося рятувати.
Муньйос не припинив своїх спроб і 1999 року разом зі своєю командою збудував новий човен — «Мата Рангі-2». Цього разу човен довжиною 29 метрів виготовили з 13 000 очеретин куги з озера Тітікака. Муньйос планував пройти приблизно 8 470 миль (13 630 км) від Аріки на півночі Чилі до островів Мікронезії, що лежать північніше від Папуа-Нової Гвінеї, а звідти вирушити до Тайваню чи Японії. «Мата Рангі-2» за 88 днів зміг пройти Тихим океаном відстань у 5000 миль (8000 км) і досягнути Маркізьких островів у Французькій Полінезії. Тут експедицію довелось припинити, оскільки частину човна пошкодили молюски, які знищували очерет і мотузки, що його зв'язували. Діяльність молюсків привабила численних риб, на яких, своєю чергою, почали реагувати акули, тож екіпаж заради безпеки мусив відрізати пошкоджену частину човна і завершувати перехід на його залишках.

### «Віракоча» Філа Бака
З 2000 до 2019 року американський мандрівник Філ Бак (англ. Phil Buck) здійснив три плавання через Тихий океан на очеретяних човнах «Віракоча» (Viracocha). Натхненний прикладом Тура Хеєрдала, Бак прагнув підтримати теорію Тура, що давні південноамериканські індіанці перетинали величезні океанські простори на різних типах човнів, зокрема на стародавніх очеретяних човнах, що було ключовим фактором міграції людей і поширення цивілізації на островах Тихого океану. Човни Філа Бака названо на честь того самого божества андських індіанців Кон-Тікі Віракоча, що й відомий перший дерев'яний пліт Хеєрдала «Кон-Тікі».

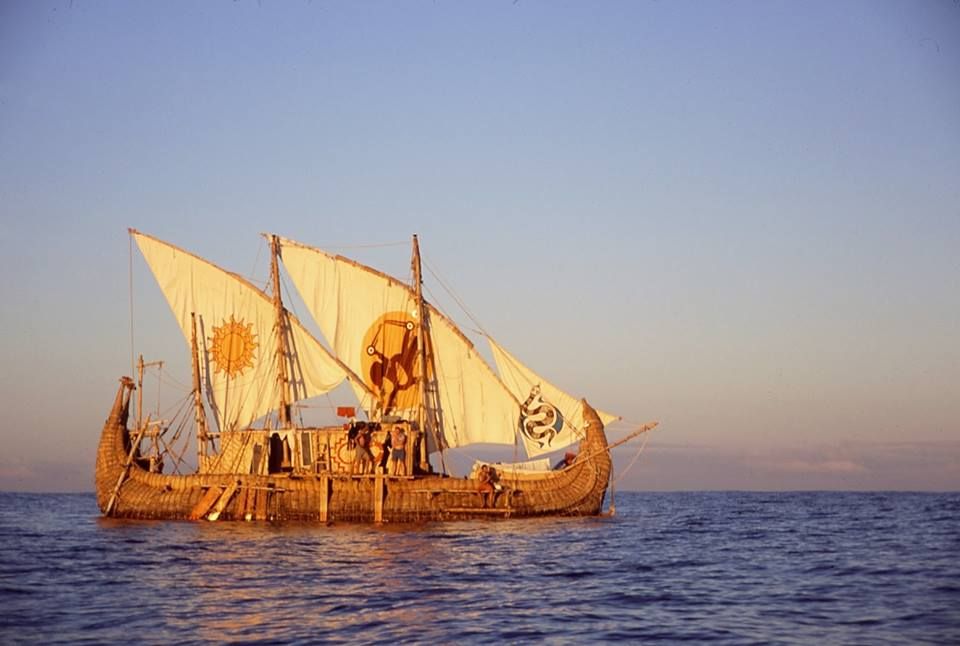
Віракоча-2

2000 року перша експедиція вирушила на човні «Віракоча», збудованого індіанцями з озера Тітікака з куги, здійснила подорож з Аріки в Чилі до острова Пасхи в Полінезії за 44 дні. Це був перший серед примітивних човнів будь-якого виду, що досяг цього острова в сучасний час.
У березні 2003 року команда з восьми осіб на чолі з Філом Баком вирушила з Вінья-дель-Мар у Чилі на новому очеретяному човні Віракоча-2 (Viracocha II), намагаючись подолати 10 000 морських миль через весь Тихий океан до Кернса в Австралії через острів Пасхи та інші острови Полінезії. На жаль, човен був серйозно пошкоджений під час спуску на воду і команда не змогла випробувати його повною мірою. Але навіть зі серйозно пошкодженим правим бортом Віракоча-2 все ж таки змогла здійснити довгу подорож і знову дійти до острова Пасхи.
Віракоча-3 стартувала в березні 2019 року з метою дійти до Австралії. Човен досягнув Таїті через чотири місяці, де експедиція була припинена, оскільки Віракоча-3 зазнала серйозних пошкоджень корпусу під час шторму біля Туамоту.
Усі човни Віракоча будувались з куги індіанцями аймара з озера Тітікака в південноамериканських Андах. Як і човни для Тура Хеєрдала, Віракочу будували представники родини Лімачі з болівійського боку озера.